# Biserica de lemn din Bărăi

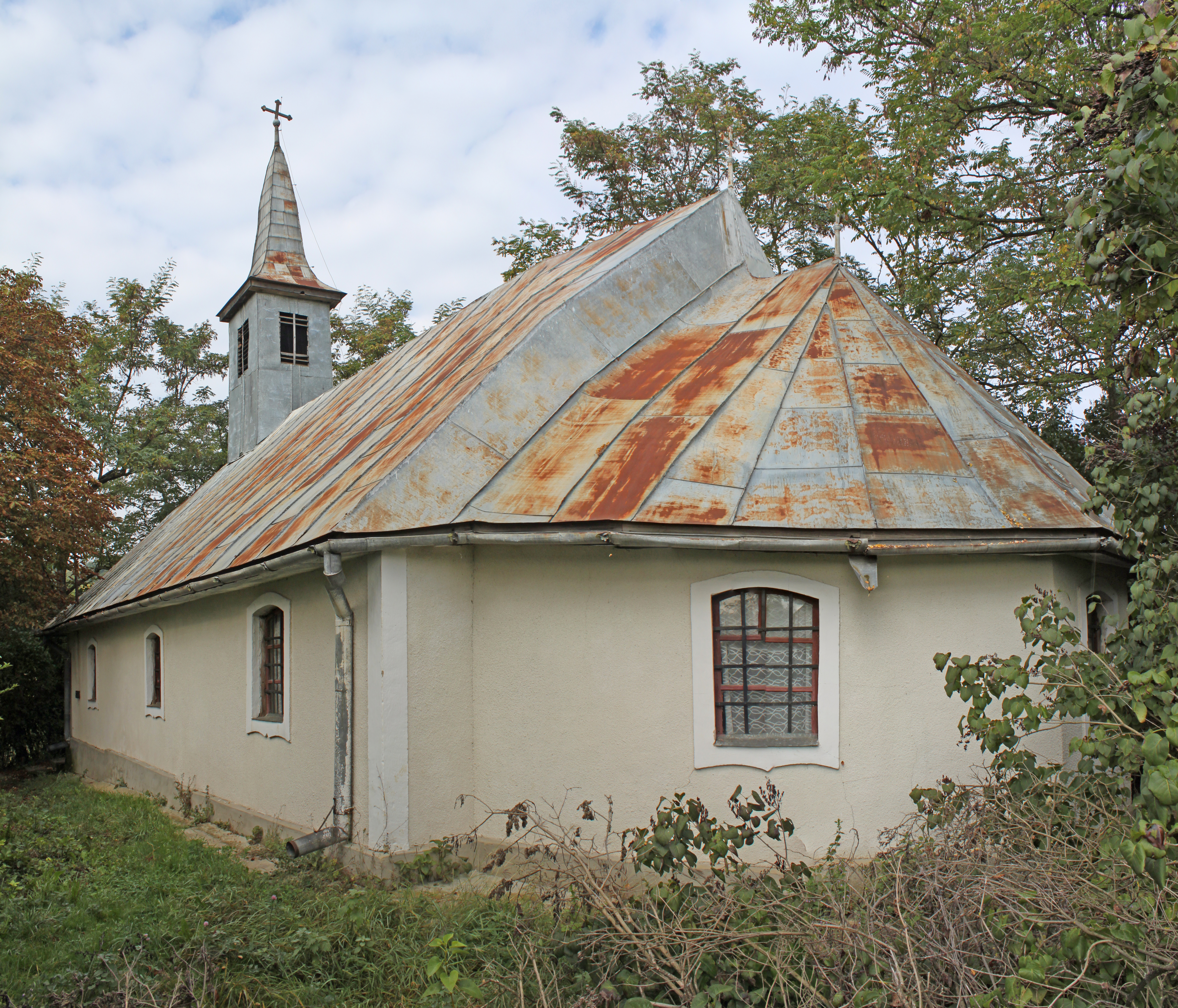
Biserica de lemn din Bărăi, judeţul Cluj. Foto:2010

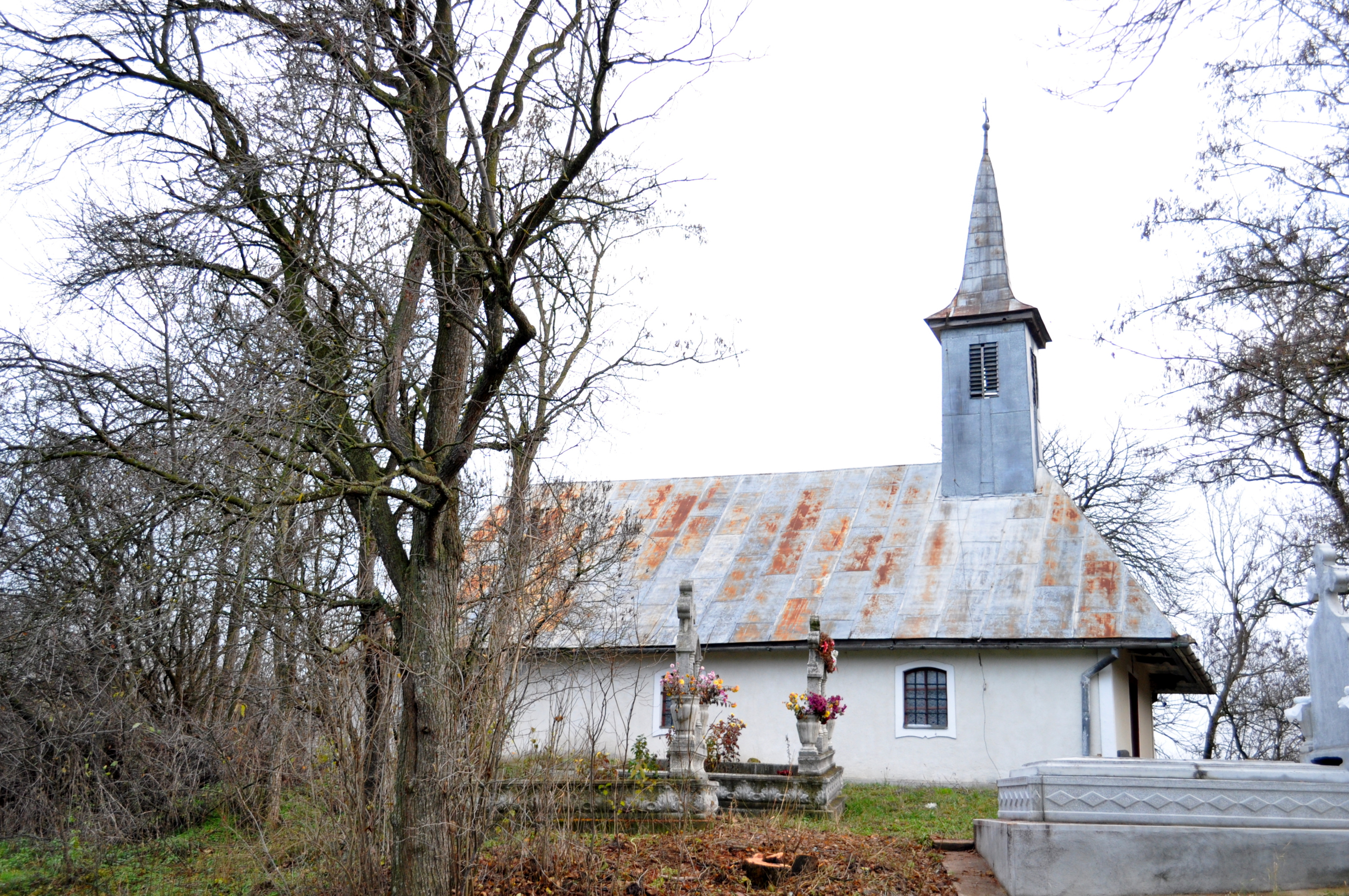
Biserica de lemn „Sfinții Arhangheli Mihail și Gavriil” din Bărăi, comuna Căianu, județul Cluj, foto. decembrie 2012.

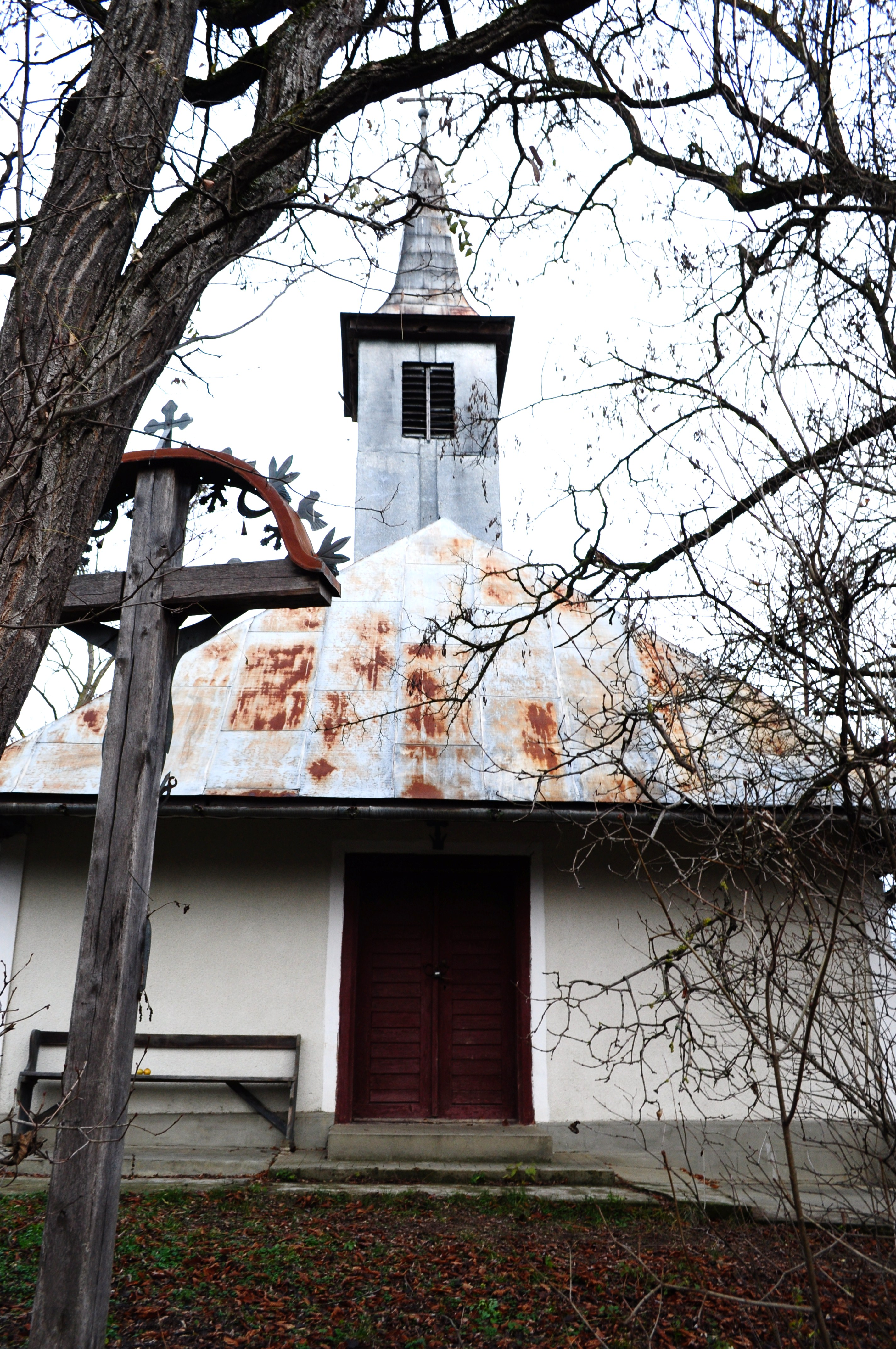
Biserica (vest)

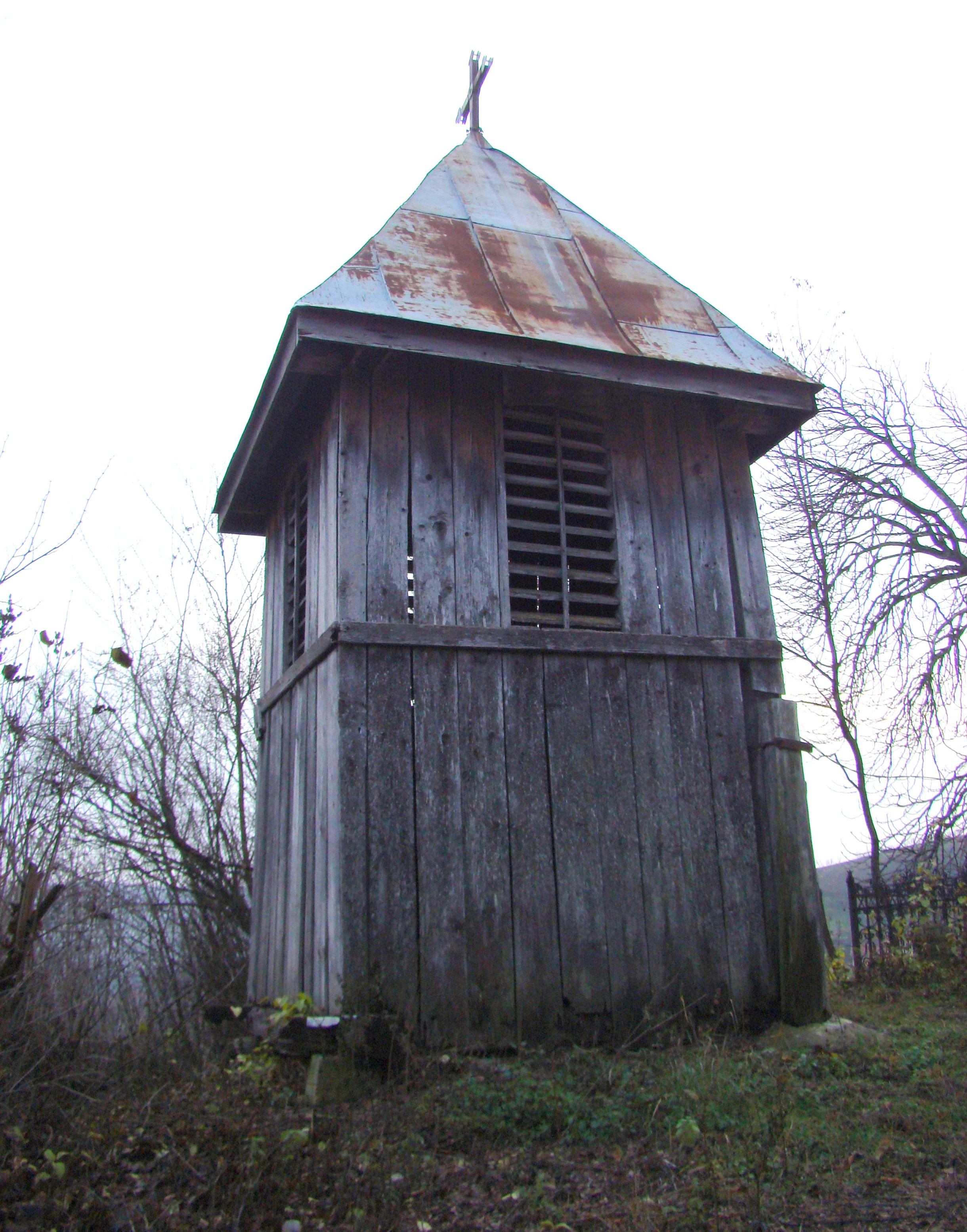
Clopotnița

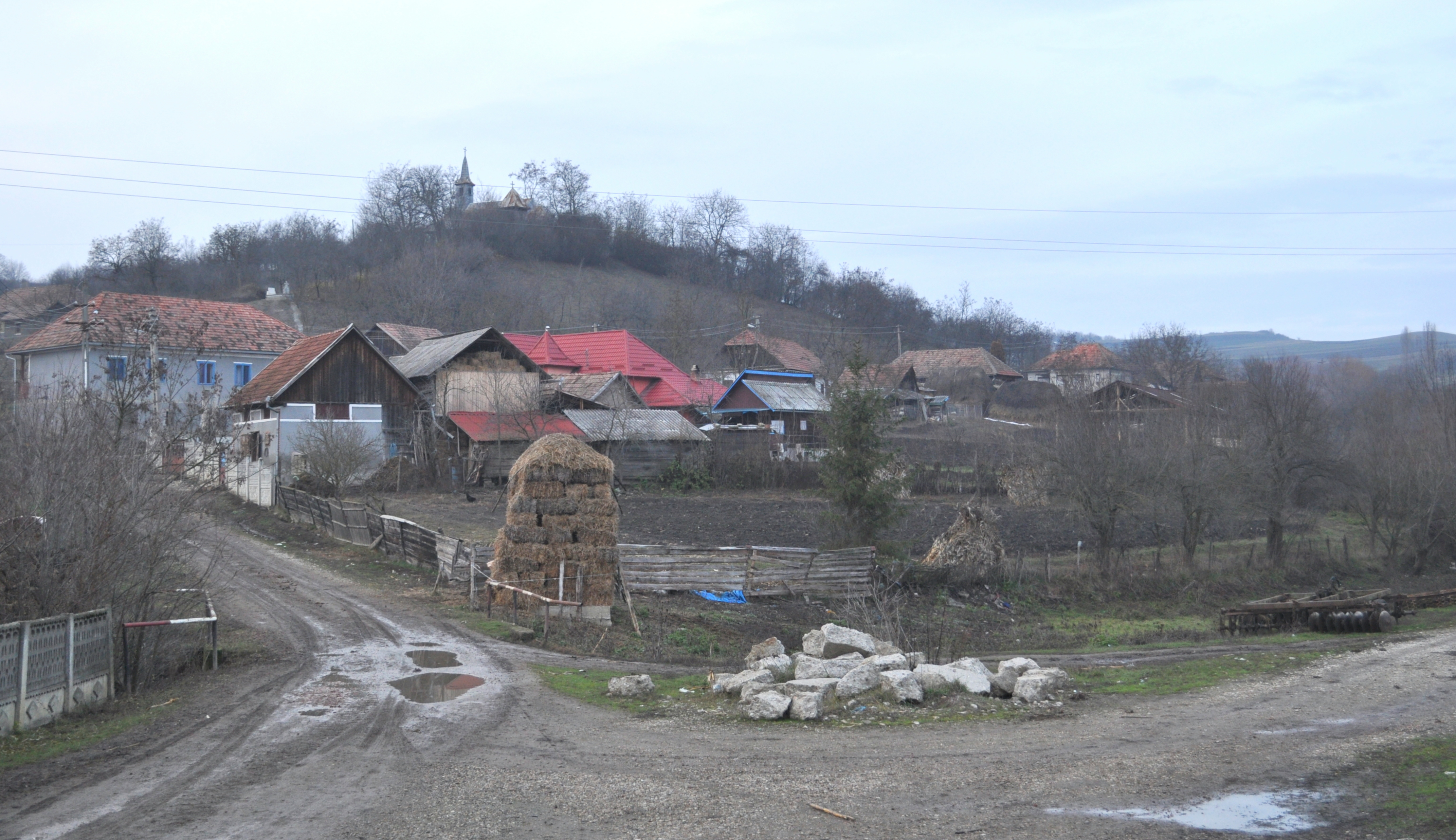
Biserica din depărtare

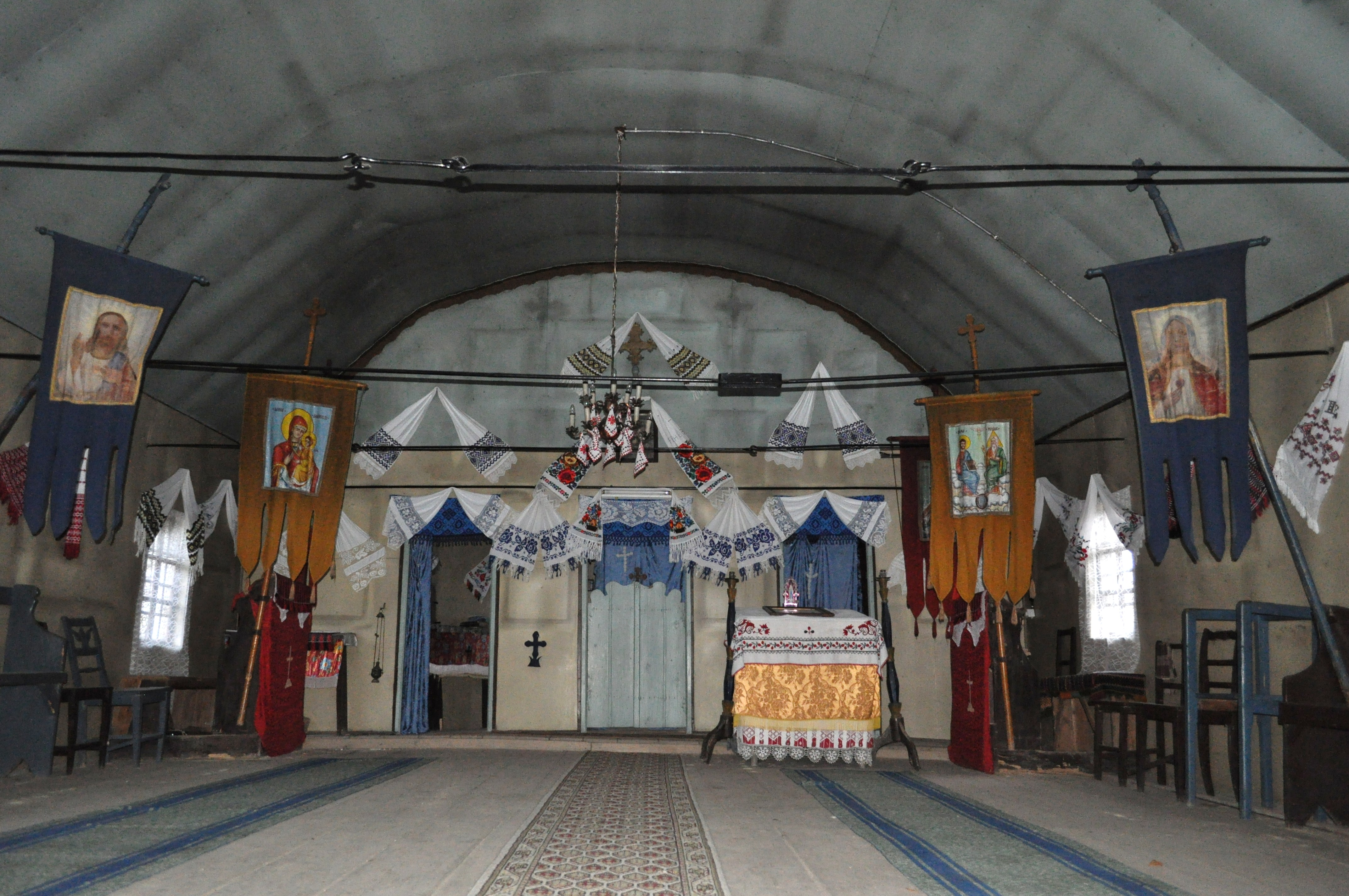
Nava spre iconostas

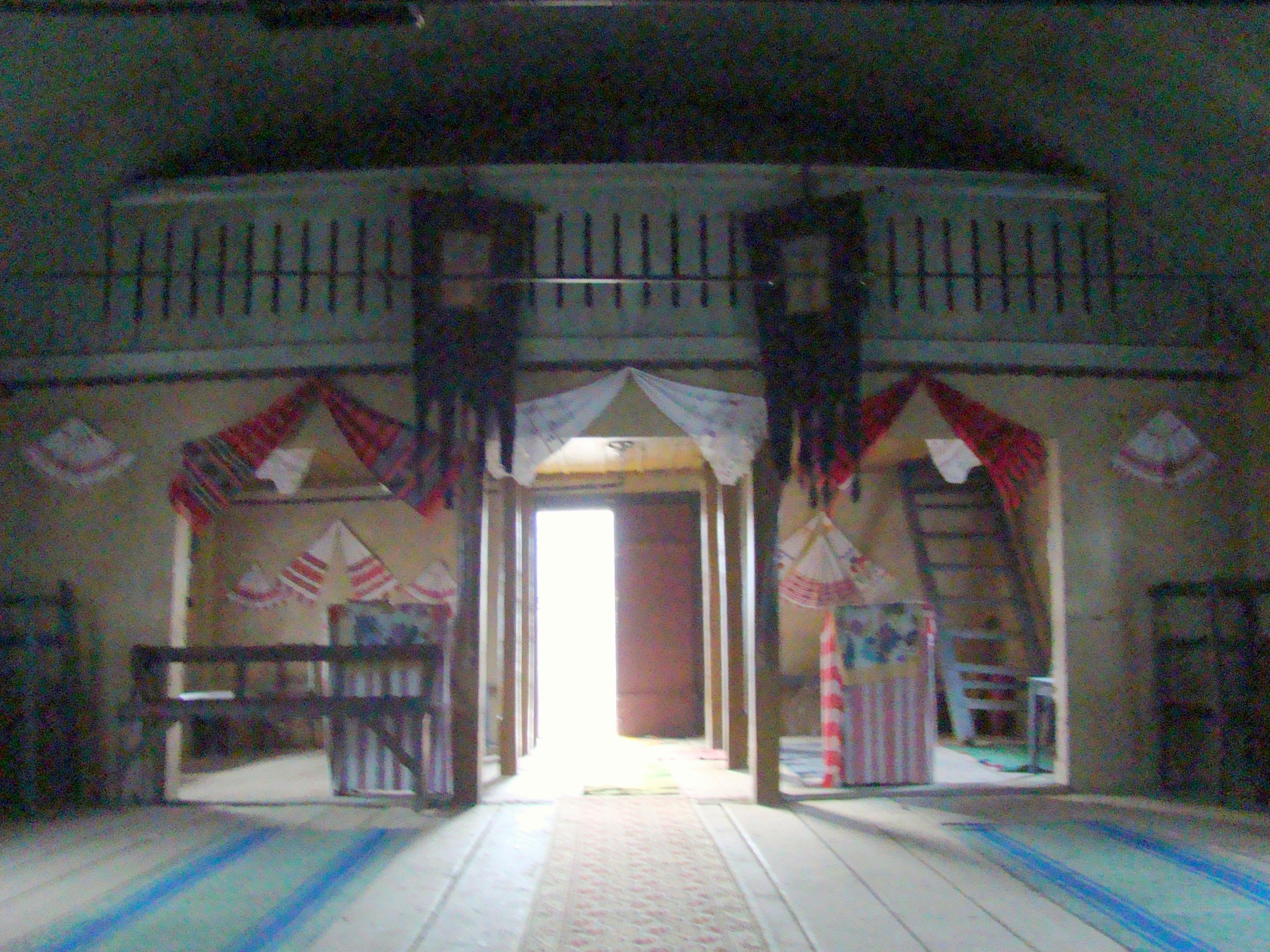
Nava spre ieșire

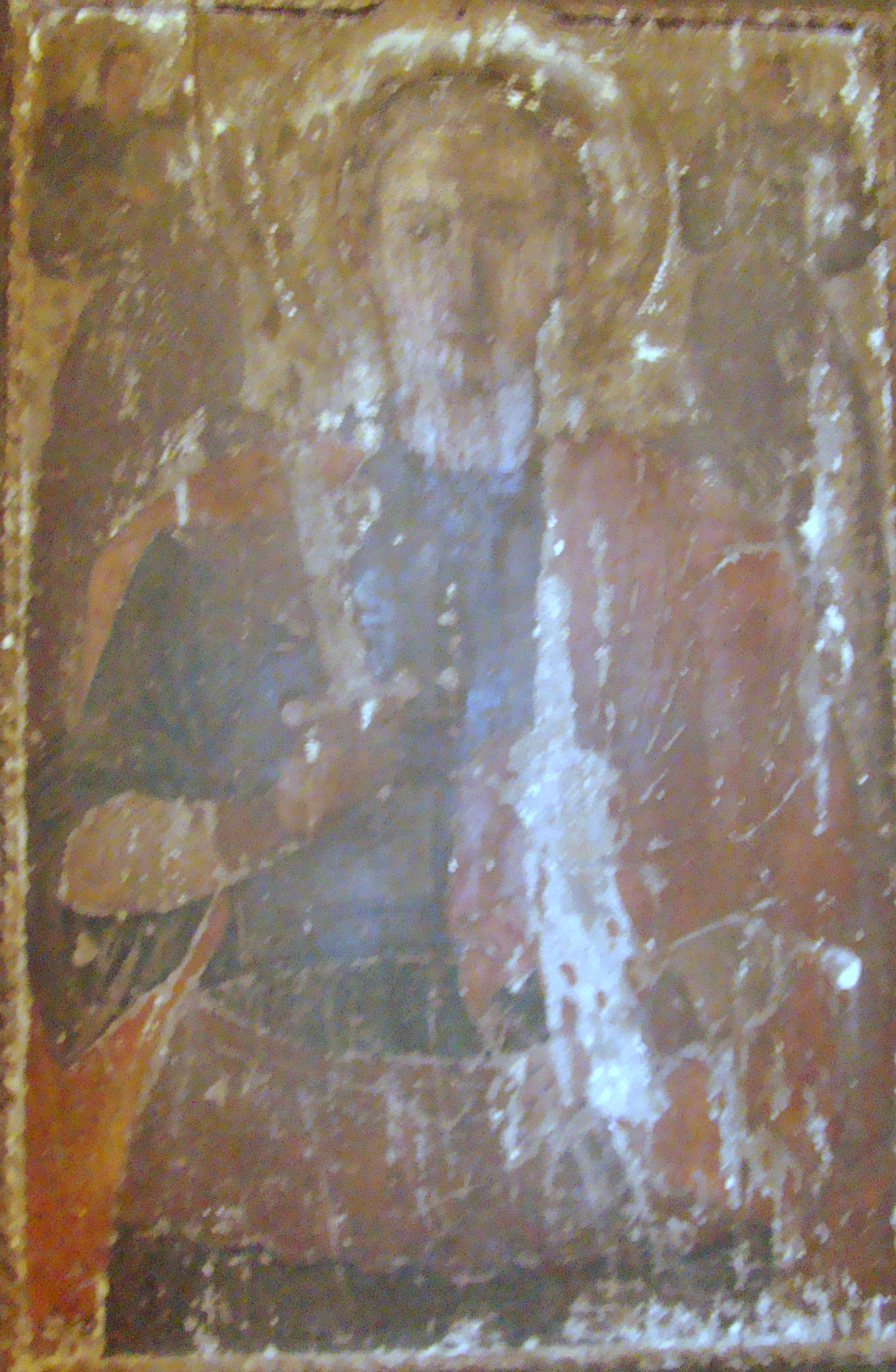
Arhanghelul Mihail

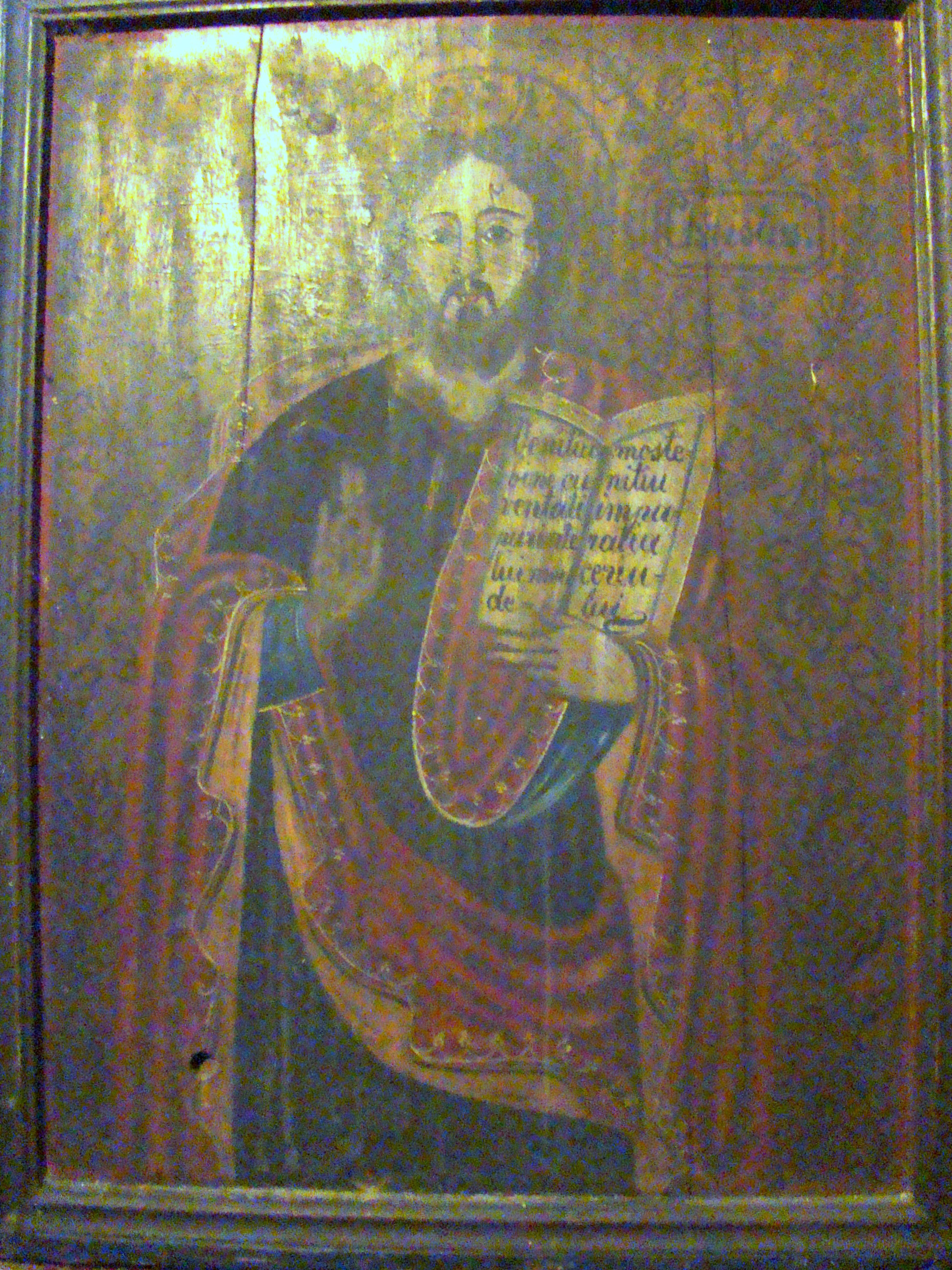
Deisis

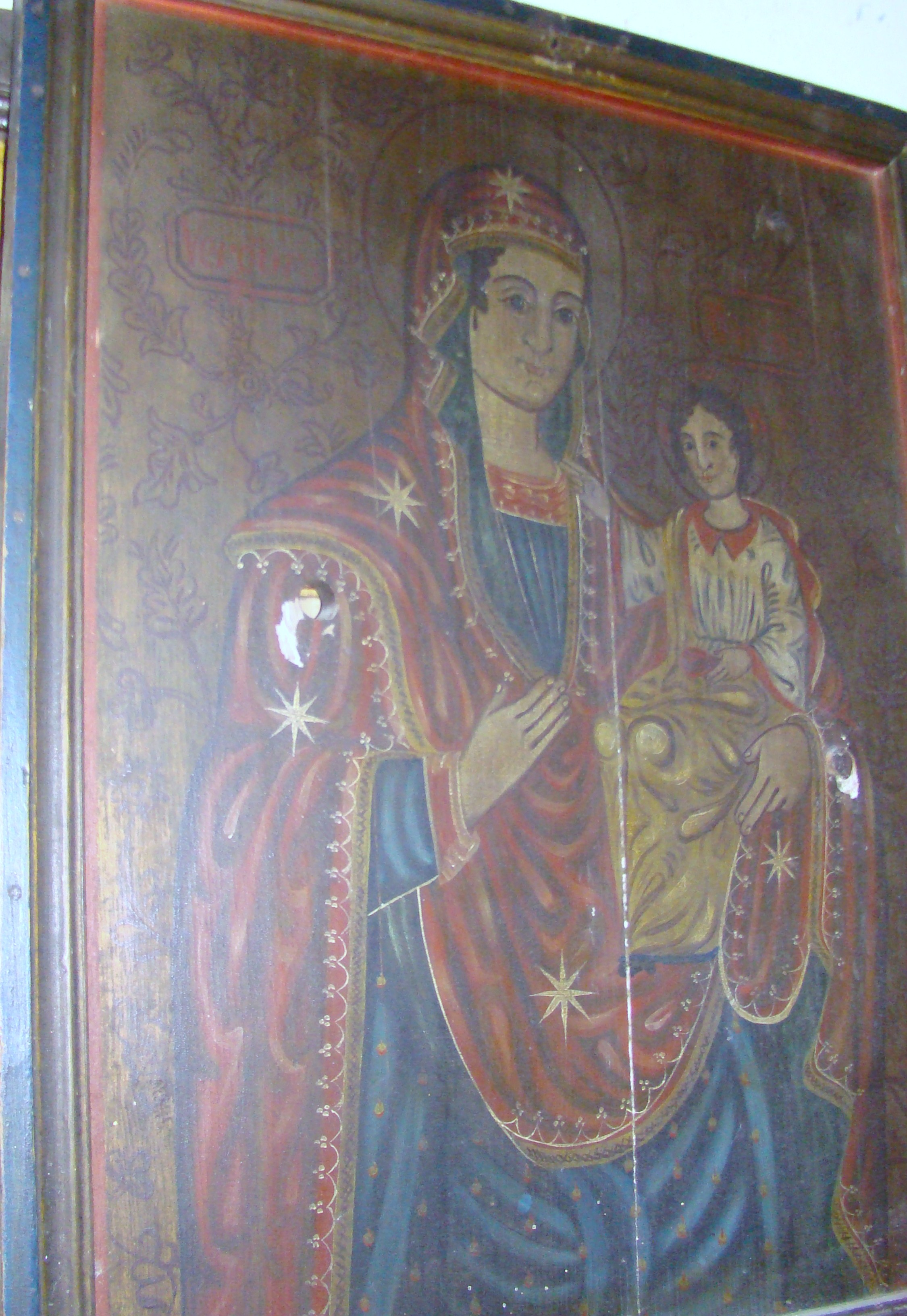
Maica Domnului cu Pruncul

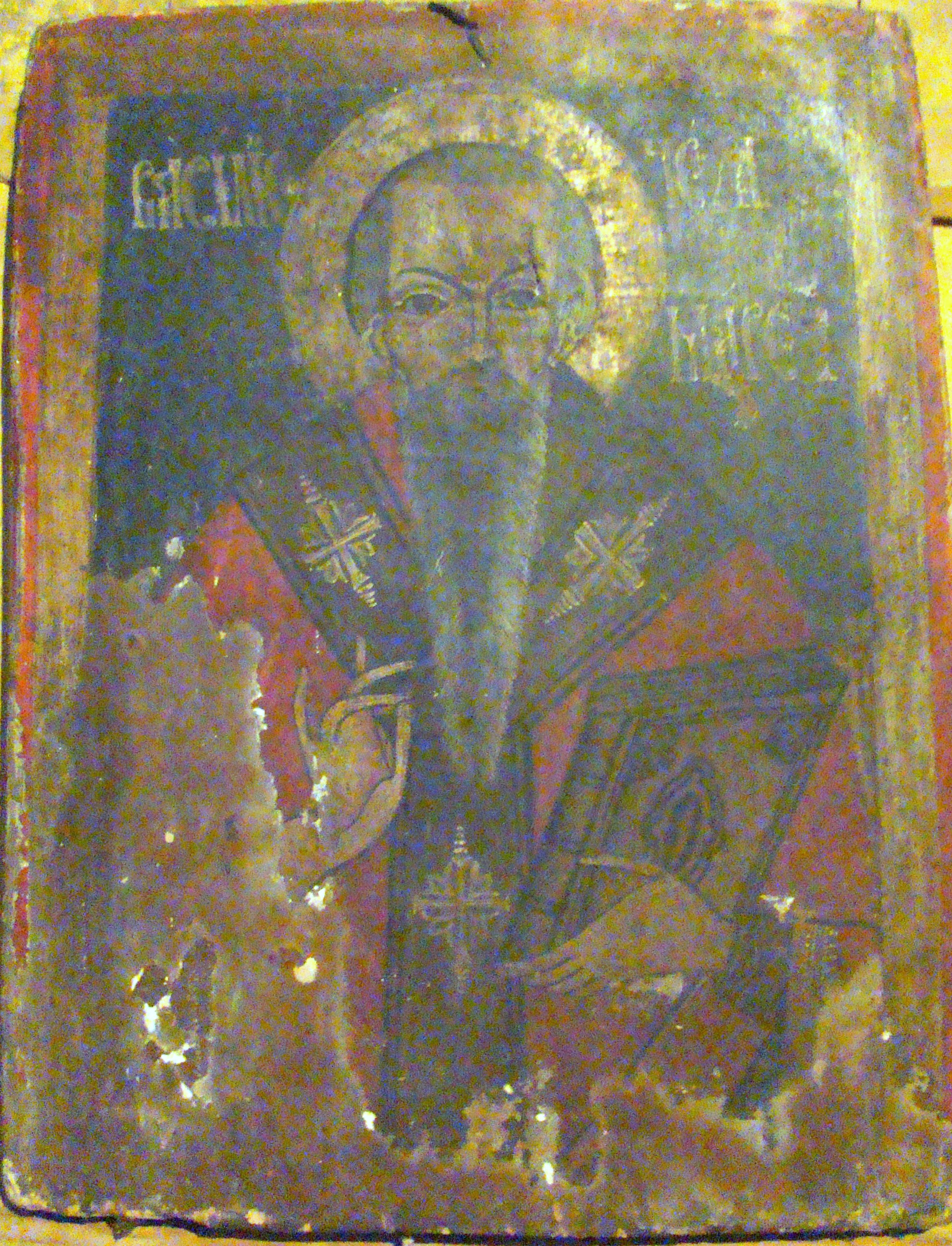
Sfântul Nicolae

Biserica de lemn din Bărăi, comuna Căianu, județul Cluj a fost construită în anul 1879 pe locul unei biserici mai vechi. Are hramul „Sfinții Arhangheli Mihail și Gavriil”.

## Istoricul parohiei
Prima atestare documentară a satului Bărăi (com. Căianu, județul Cluj) datează din anul 1279.
Cu ocazia adunării dijmelor papale din anul 1335 este pomenit în Bărăi un preot (sacerdos). Foarte probabil slujea la o capelă pe lângă nobilul stăpân de moșie. Cert este că nici un document ulterior sau toponim nu amintește de vreo biserică catolică în Bărăi care ar fi existat în Evul Mediu. Faptul că la 1461 obștea sătească din Bărăi plătea cincizecimea oilor (census quinquagesimales de Bare) atestă că satul era românesc. De altfel, în două documente datate cu șapte ani mai târziu (în 1468) se precizează în chiar denumirea localității caracterul ei etnic românesc: Olah Baree/Olah Bare – Bărăiul Românesc. Despre biserica ortodoxă românească din Bărăi de până la sfârșitul veacului al XVII–lea nu avem date deocamdată. Există însă documente care atestă trecerea comunității ortodoxe din Bărăi la greco-catolicism în primele decenii ale secolului al XVIII–lea. În anul 1733, în conscripția ordonată de episcopul Ioan Inochentie Micu Klein, în Bărăi (scris românește: Barei), sat pur românesc (Purus Val[achicus]) erau doi preoți uniți: popa Iuon și popa Gheorghe. Tot atunci, sunt conscrise: o biserică, o casă parohială, 30 de familii unite, teren al bisericii arător de 20 de cable și fânaț de 14 care de fân. Biserica aparținea protopopiatului Jucu.
În 1750 încă biserica era greco-catolică la care slujea un preot unit. Conscripția ordonată de generalul austriac Bucow consemnează în Bărăi: 1 preot unit, dar fără nici o familie greco-catolică, 1 preot ortodox, cu 60 de familii ortodoxe, o biserică ortodoxă (unită nu era), o casă parohială și averea bisericii de 24 cable arabile și de 4 care fânaț.
	Observăm faptul ca românii din Bărăi au revenit la ortodoxie, cu ocazia mișcărilor religioase conduse de călugărul Sofronie de la Cioara și în câmpie de popa Tunsu.
	În 1776, Bărăiul aparținea de protopopiatul ortodox Berchieșu și avea 340 de suflete ortodoxe: 200 bărbați și 140 femei.
	Cunoaștem numele preotului ortodox din Bărăi la 1766, și anume George Moldovan (născut în Feldioara).
În 1816, toponimele românești din sat amintesc de biserica românească din Bărăi: În Tăul Bisericii, Țintirimul Romănesc, sau se pomenește de averea preotului român (olah pap), care avea teren în Valea Șoimi și La Gruiețe. La 1848, Bărăiul este chiar un centru al luptelor armate românești, aici fiind sediul tribunatului IV al lui Vasile Simonis. După adunarea de la Cătina a Prefecturii Câmpiei, în 10 octombrie 1848 prefectul Alexandru Bătrâneanu s-a deplasat cu oamenii săi la Bărăi, împreună cu tribunul Vasile Simonis, înnoptând la casa preotului din sat. Fiind trădați, un corp de oaste maghiar a pornit din Cluj spre Bărăi, tot în 10 octombrie, și au ajuns în sat la 6 dimineața, dupa un marș fără oprire. Aflând de sosirea armatei ungurești, sătenii au tras clopotele în dungă și s-au repezit asupra inamicilor cu lănci, coase și topoare. Din șura preotului ortodox s-a tras asupra soldaților cu foc de armă. Au tras și soldații și au căzut “vreo opt din mulți”, din rândul românilor. Dintre soldați, un caporal este împușcat în cap și un soldat este rănit la mâini cu o lance de către un român. Prefectul Câmpiei, Alexandru Bătrâneanu, le-a strigat românilor să nu se lase, iar tribunul Vasile Simonis s-a apărat cu un pistol pe care l-a smuls de la un soldat. Cei doi comandanți români sunt arestați, deși românii încercau să-i elibereze. Se cunoaște că cei doi au fost executați prin spânzurare la marginea dinspre Someșeni a Clujului.
Biserica din Bărăi rămâne în continuare ortodoxă, fiind una din insulele de acest rit românesc din Câmpia Ardealului, unde, până la 1948, majoritatea satelor erau greco-catolice. La 1850, de exemplu, toți locuitorii erau ortodocși (511 erau români și 37 țigani).
	Mai târziu, prin politica de maghiarizare a statului ungar au intrat în Bărăi și câteva elemente maghiare, mai ales slugi pe moșiile marilor proprietari.
	Biserica a întreținut până la 1918 și școala confesională ortodoxă. Prima mențiune despre o școală românească în Bărăi este cea din 1765, când, la 4 martie, popa Dumitru, preot unit din Bărăi, se plânge grofului comandant general (probabil lui Bucow) că a fost atacată sfânta Unire de obștea satului, luându-i-se biserica, el rămânând singurul unit din sat și reclamă pe locuitori că nu-i lasă în nici o biserică pe tinerii elevi pe care el îi invăța. Popa Dumitru este, așadar, primul învățător cunoscut al școlii confesionale din Bărăi.
Dintr-un raport din 1867 aflăm despre starea jalnică a clădirii școlii. În document se arată că „în parohia Barei este Casa de școală edificată din pământ, ca în câmpia [Ardealului], însă prin vărsarea apei pe ploaie, un perete a căzut. Casa s-a început a se ridica în 1864 [...] Leafa învățătorească încă nu e fixată, ci numai cum au promis poporul de bună voie a se plăti de la el în suma de 60 fl. Valută actuală și 30 mierțe bucate”.
	Fără sprijn din partea autorităților ungare, școala va fi funcționat în condiții deosebit de grele, ceea ce reiese și din numărul extrem de scăzut al celor ce știau carte în 1880, și anume, din totalul de 560 de locuitori doar 8 erau alfabetizați.
	Și în 1910 din 835 de locuitori, doar 210 știau scrie și citi (25%).
	Marea Unire din 1 decembrie 1918 a reprezentat, și pentru Bărăi, un prilej de accedere la libertate și demintate națională.

## Trăsături
Biserica din Bărăi, cu hramul „Sfinții Arhangheli Mihail și Gavriil”, a fost ridicată în anul 1879, pe locul unei biserici mici, tot din lemn. Biserica, construită din lemn, pe temelie de piatră, acoperită cu draniță, a fost sfințită provizoriu de Vasile Roșescu, protopop al Clujului.
În anul 1941 biserica a fost tencuită, iar acoperișul refăcut din țiglă, pentru că, din pricina vechimii, dranița s-a spart și ploua atât în biserică, cât și în clopotniță. Contribuția a fost făcută de preotul Ioachim Pop, al șaptelea slujitor al altarului și de credincioșii din Bărăi. Biserica a fost sfințită în ziua de 8 noiembrie 1941 de către Î.P.S. Nicolae Colan, Arhiepiscop al Clujului. 
În anul 1965, biserica și clopotnița au fost acoperite cu tablă de zinc, datorită faptului că biserica a crăpat atât înăuntru, cât și în afară, din cauză că țigla a fost prea grea pentru structura din lemn.
Icoanele împărătești, pictate pe lemn, sunt moștenite de la ctitoria anterioară și databile la sfârșitul secolului XVIII. Prin vechimea lor și valoarea artistică, ele ar merita o restaurare (deoarece se află într-o stare avansată de degradare) și păstrarea în condiții mai favorabile, într-o colecție muzeală.

## Imagini din exterior

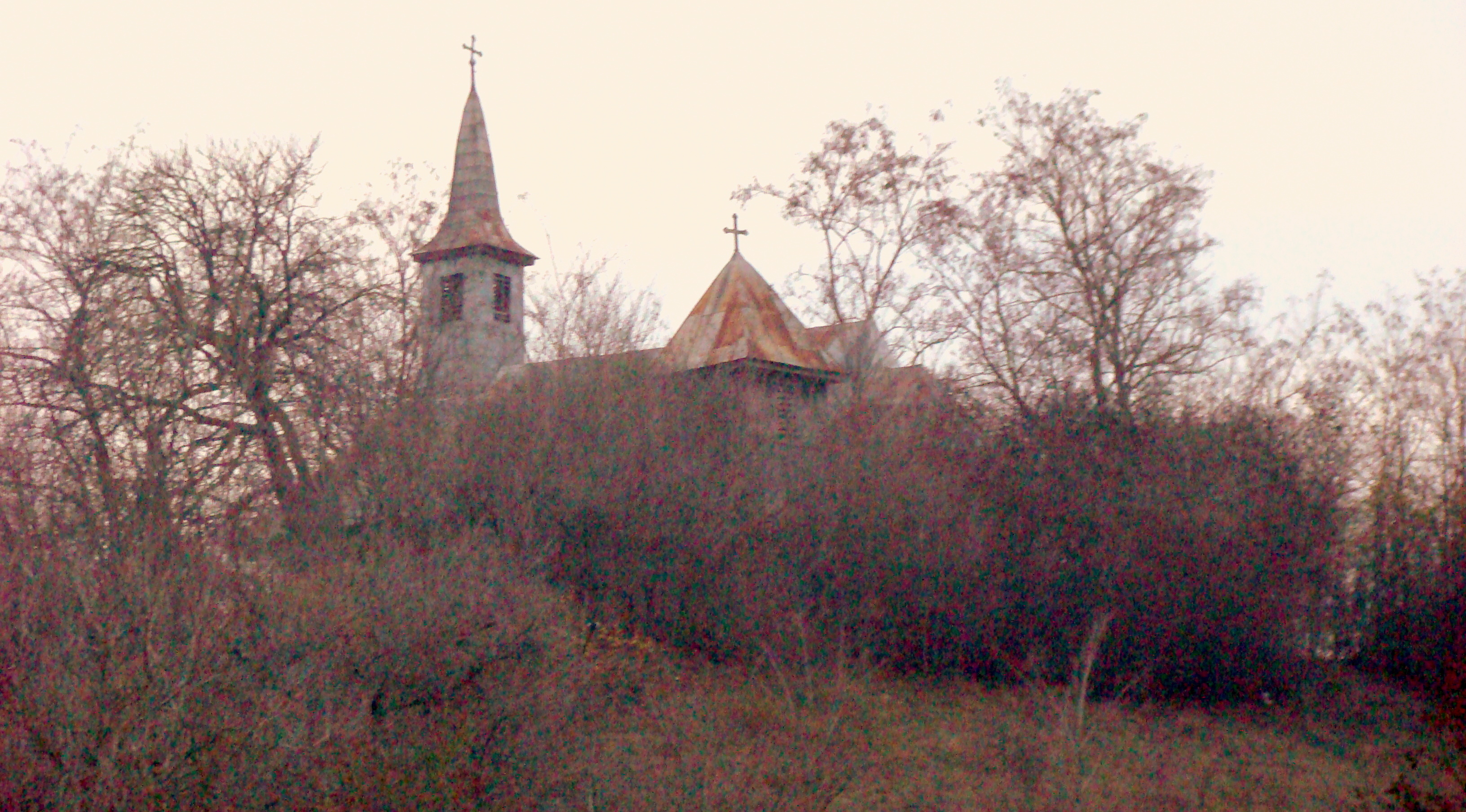
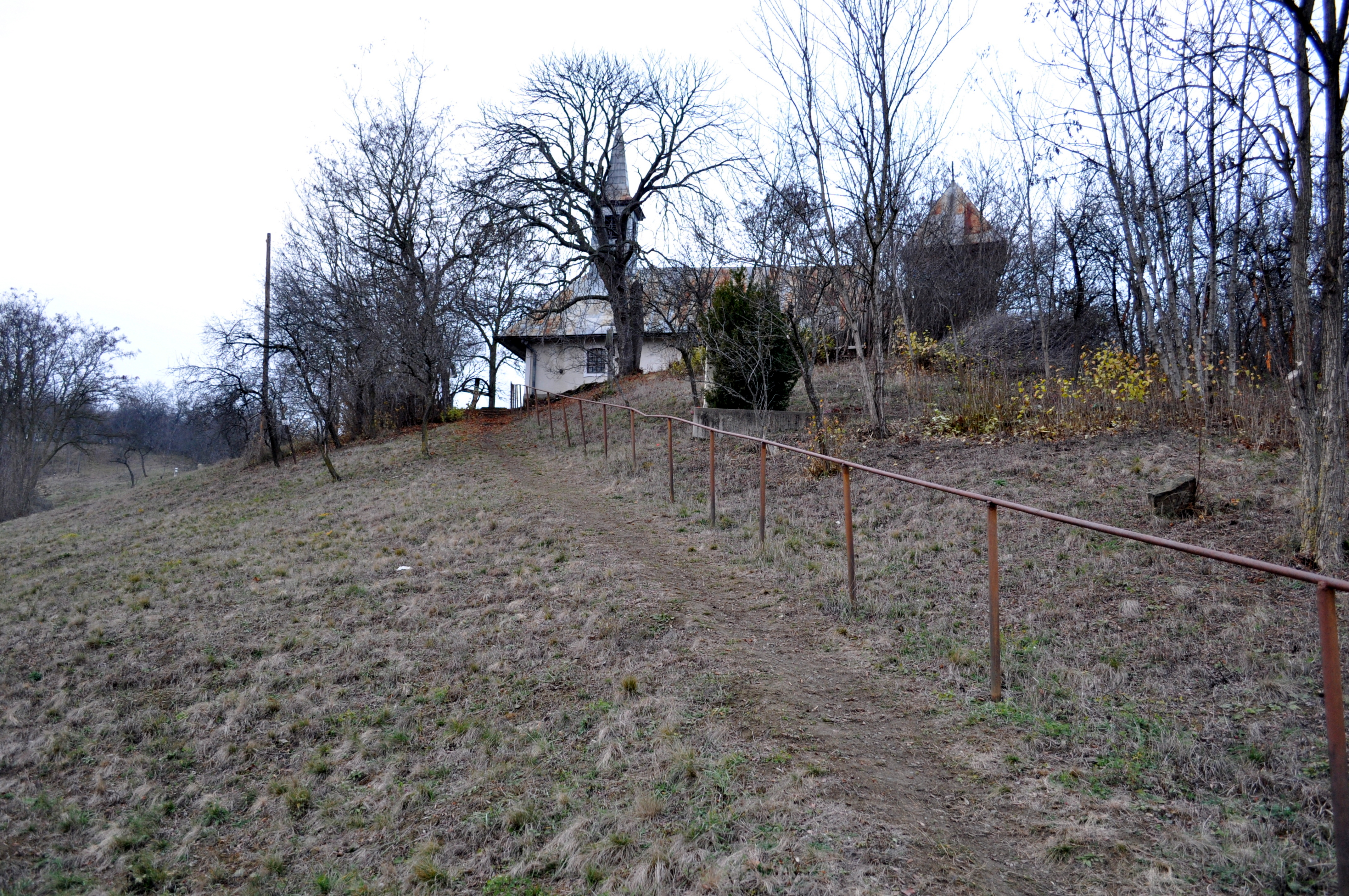
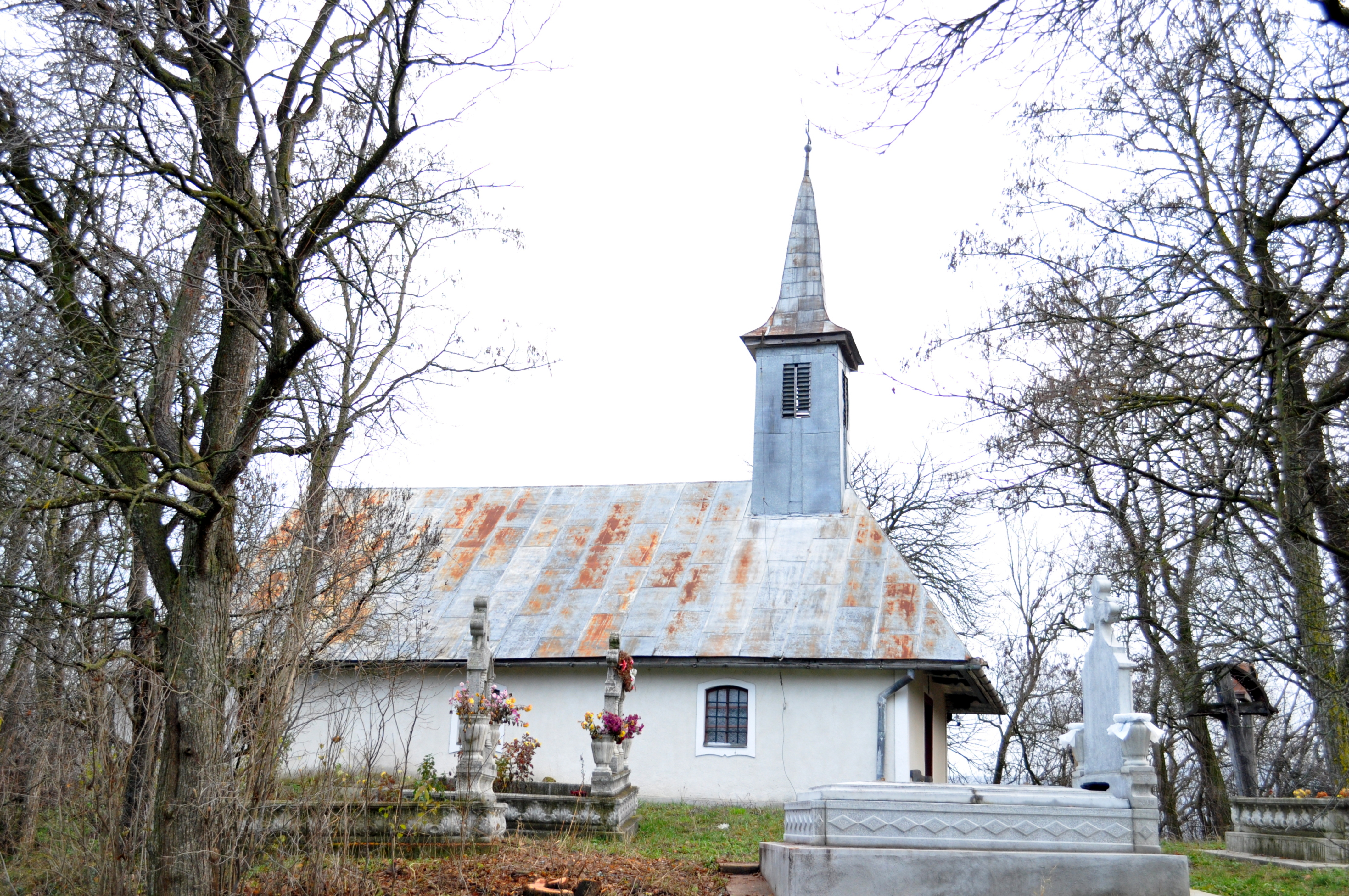
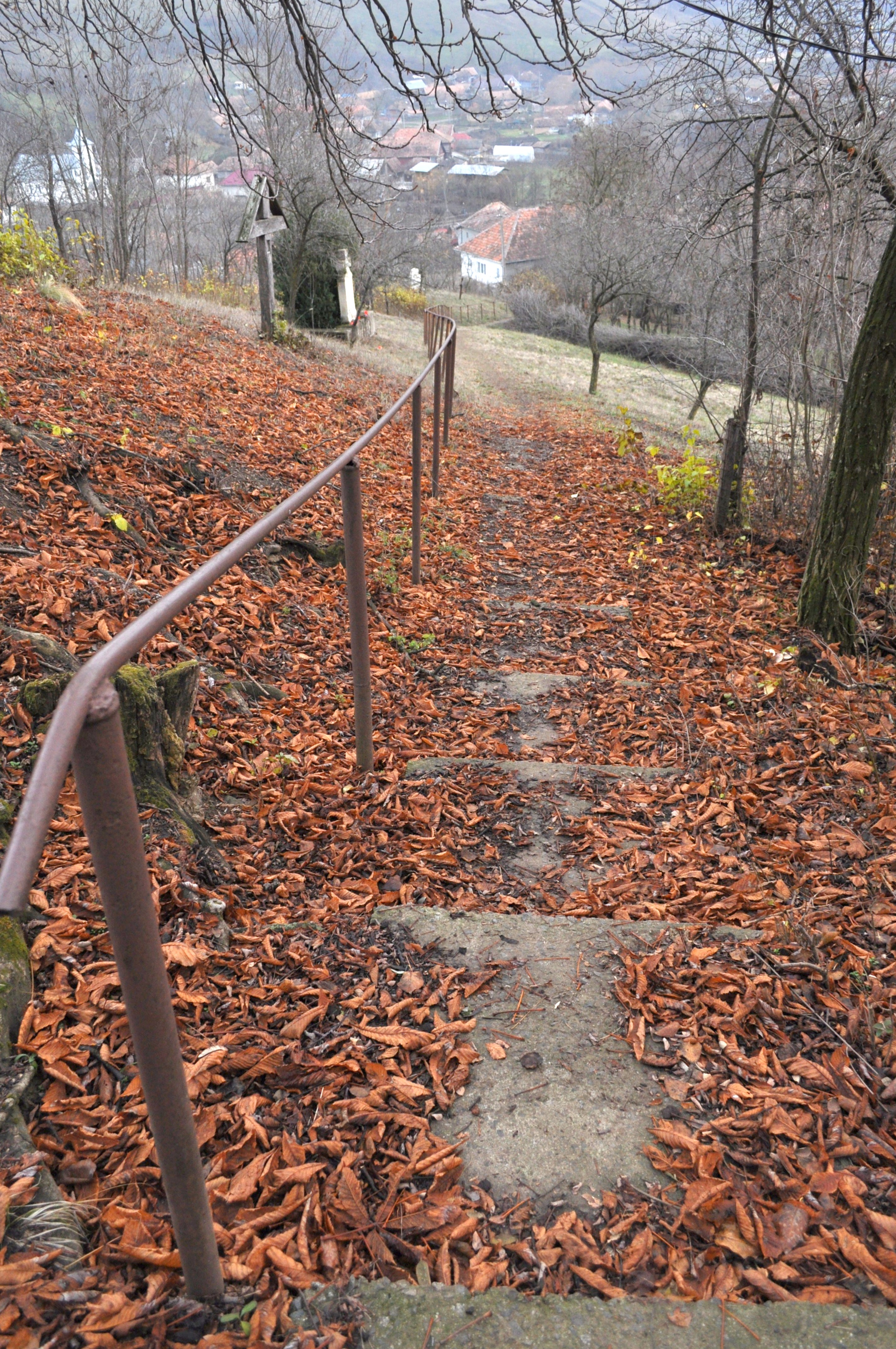
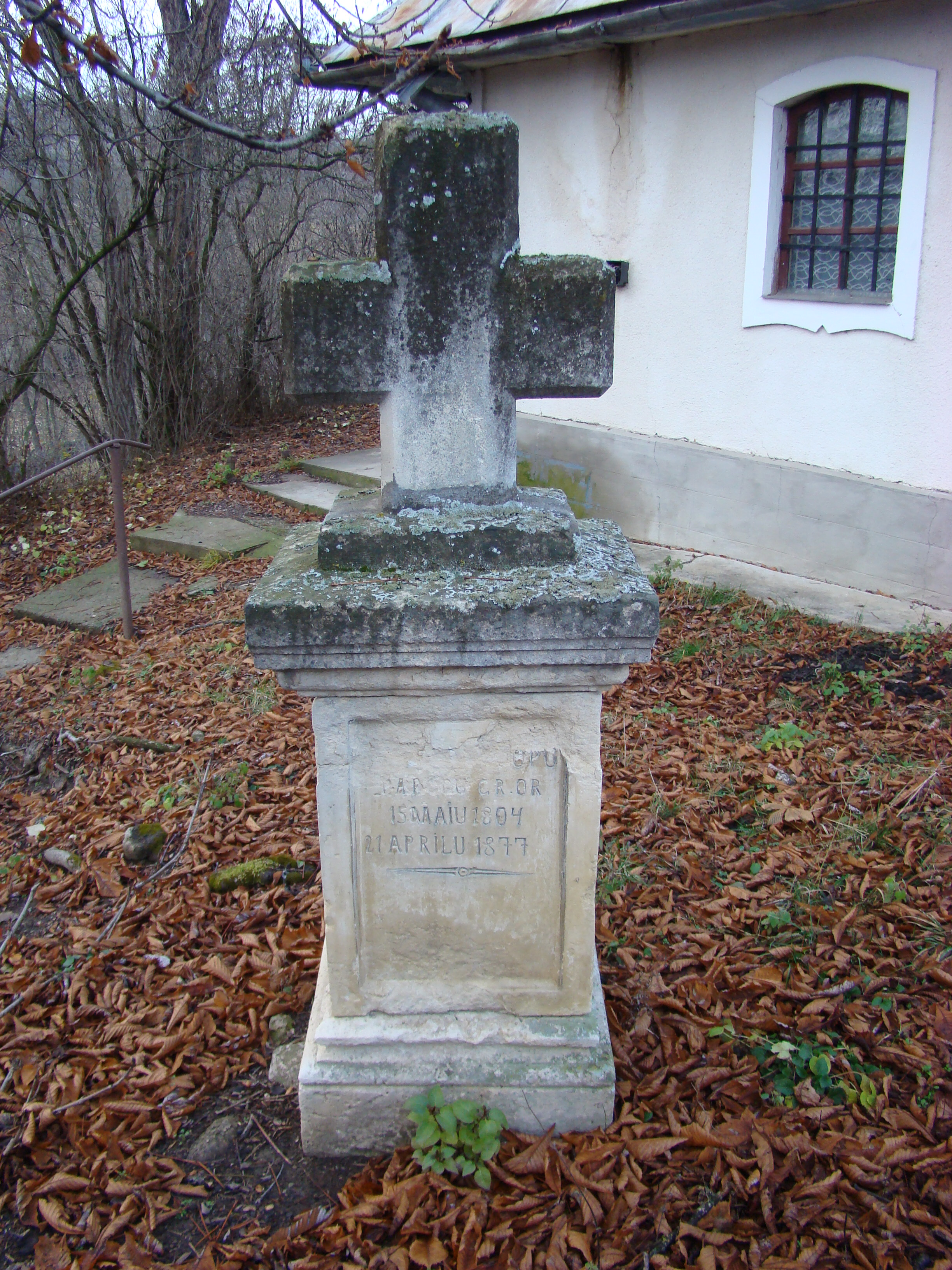
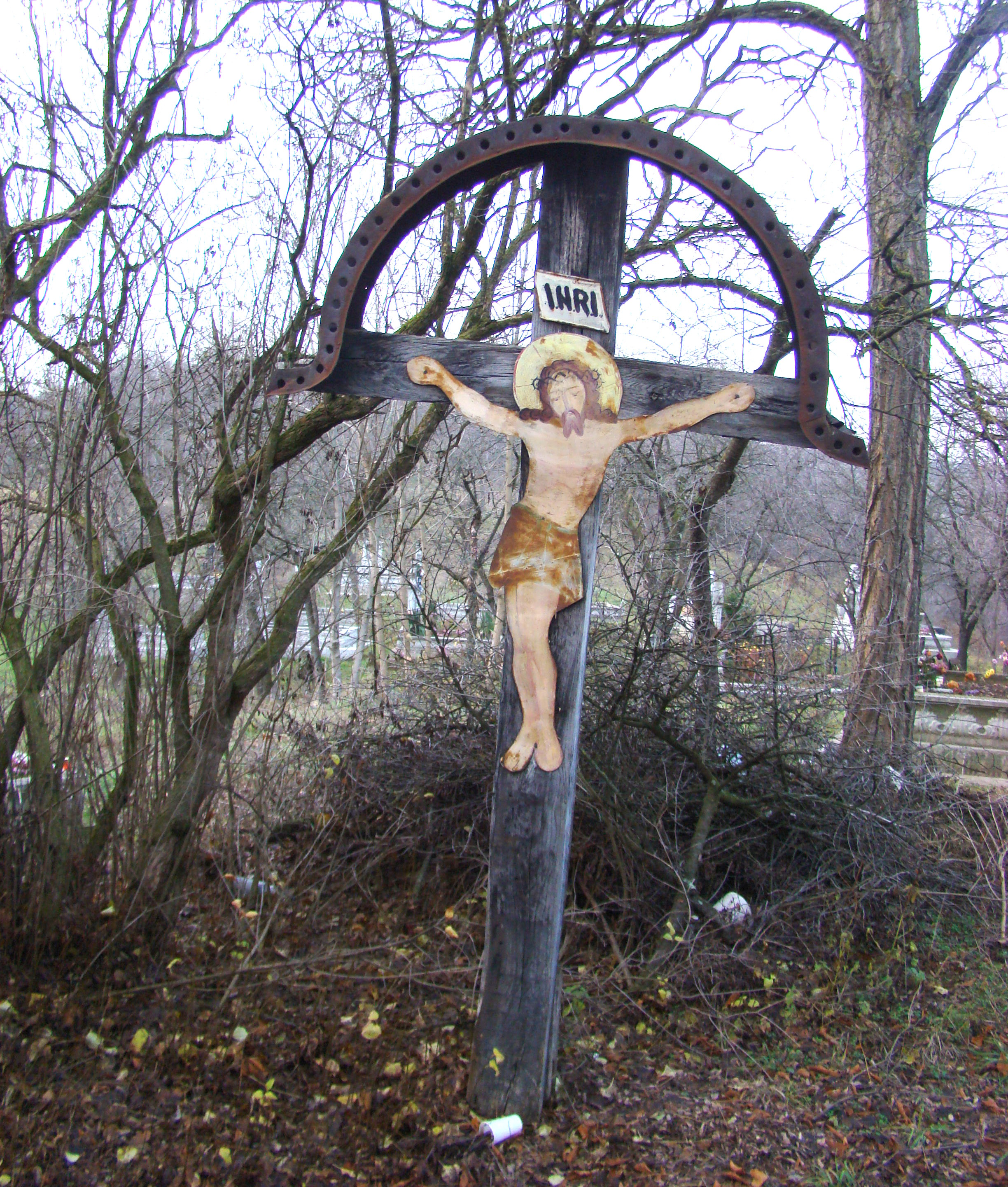
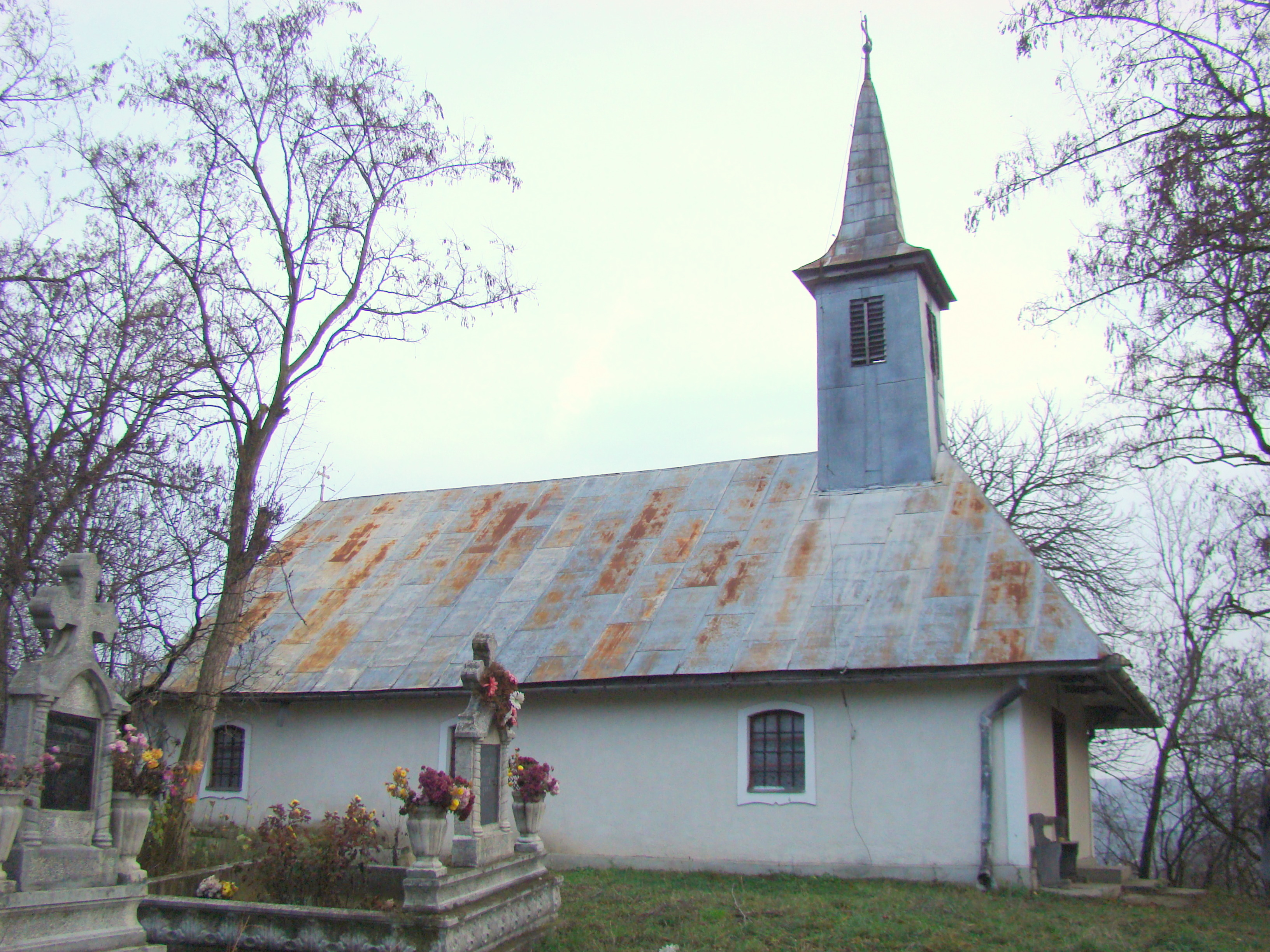
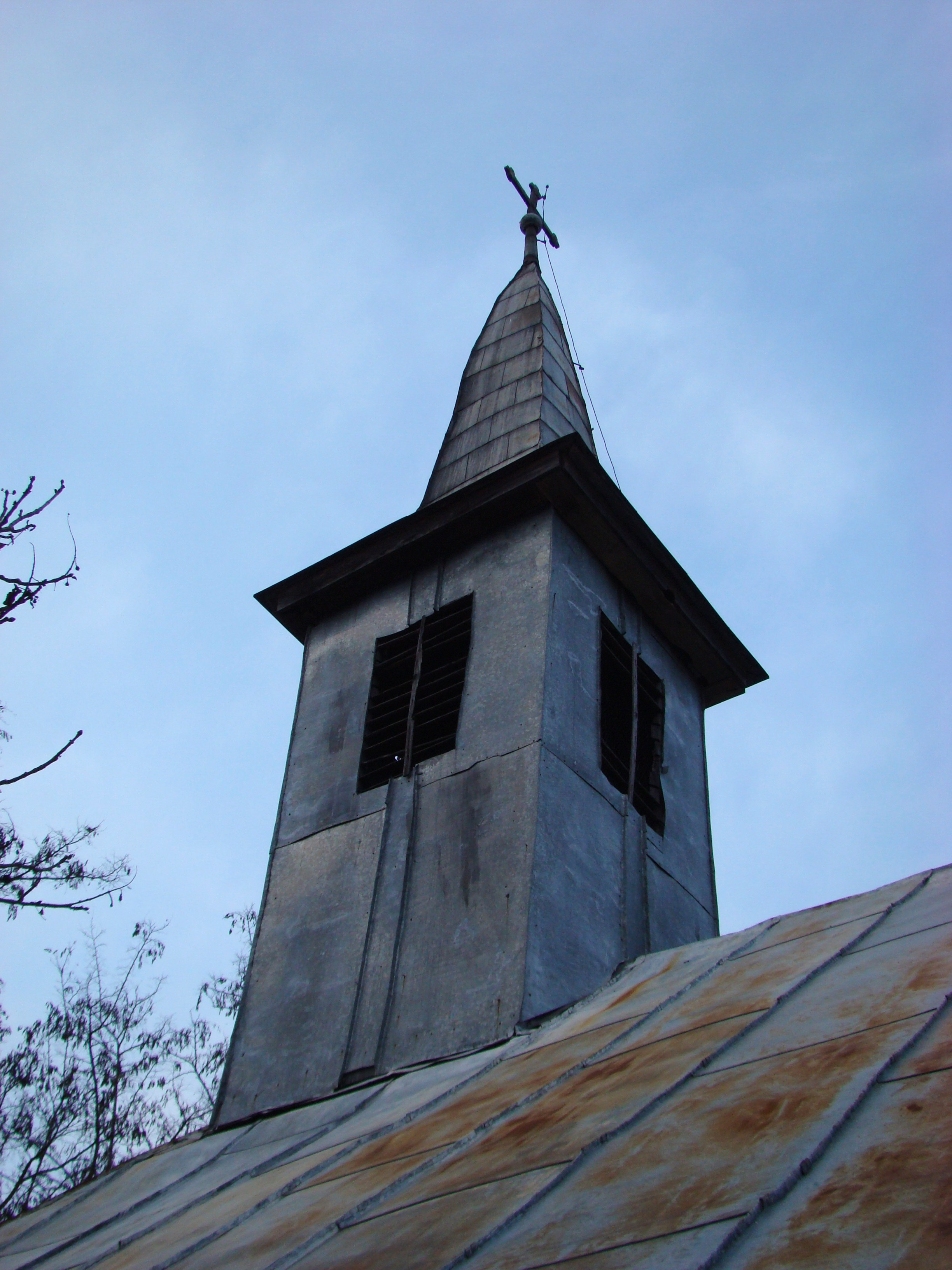
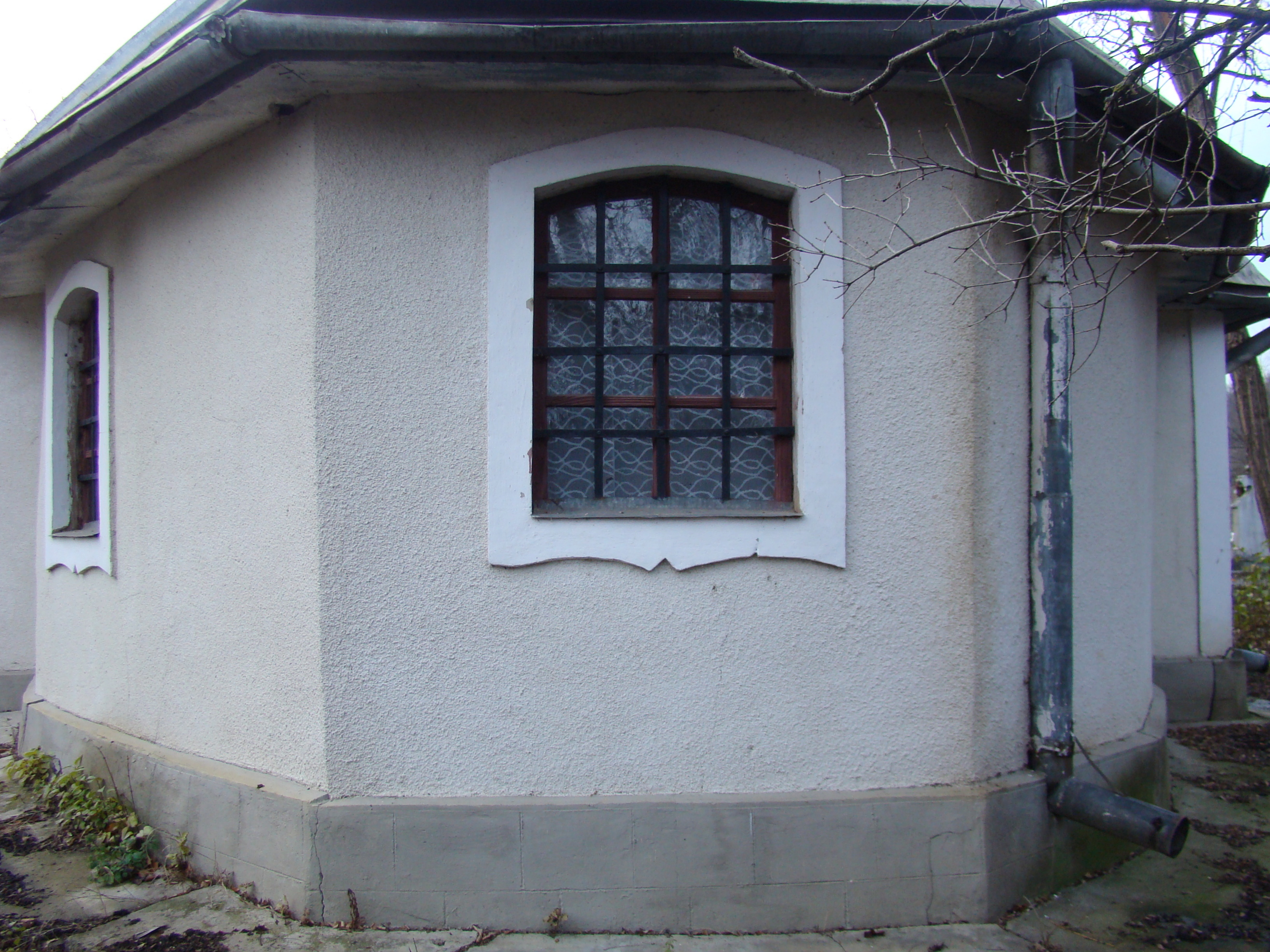
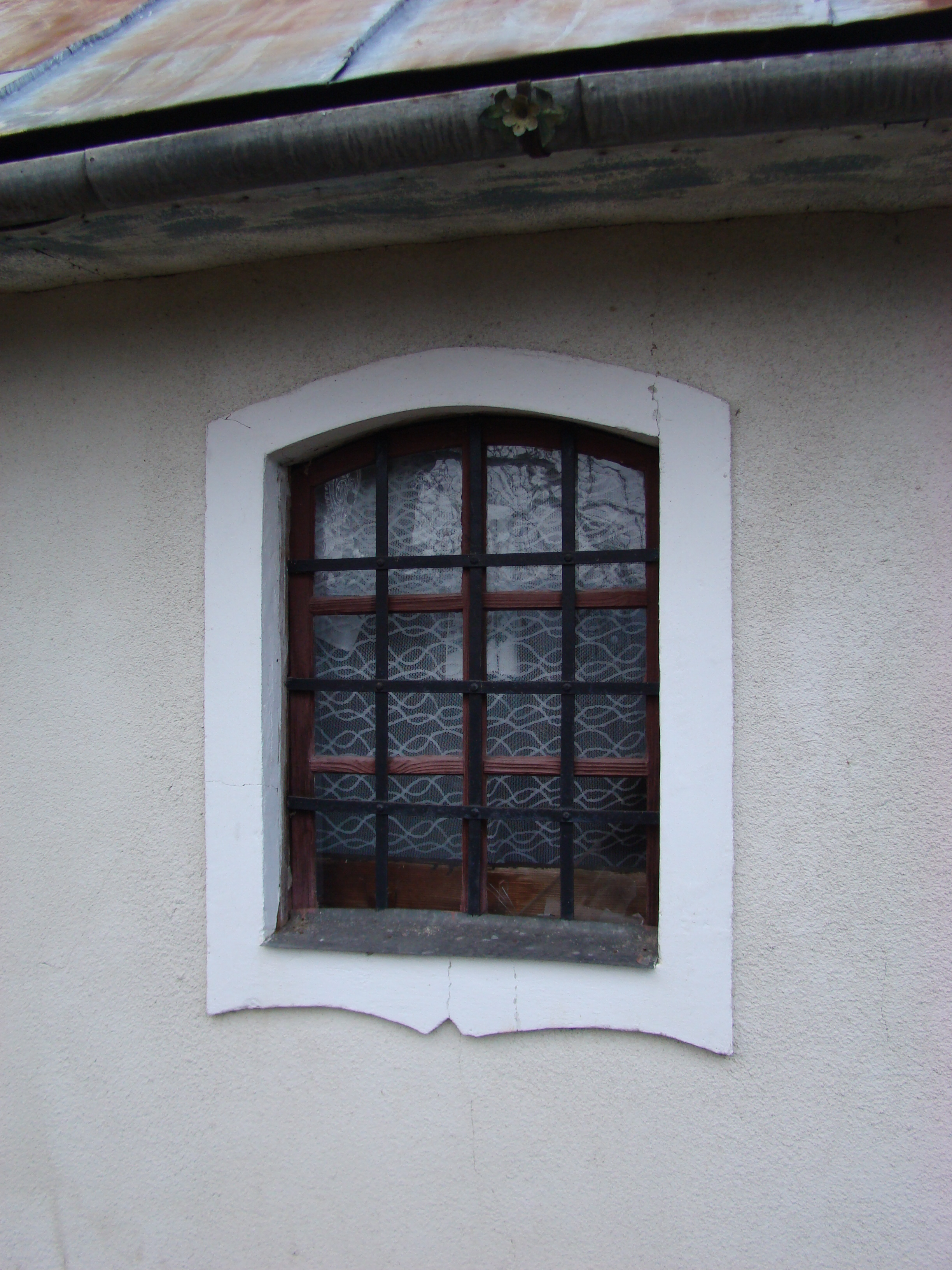
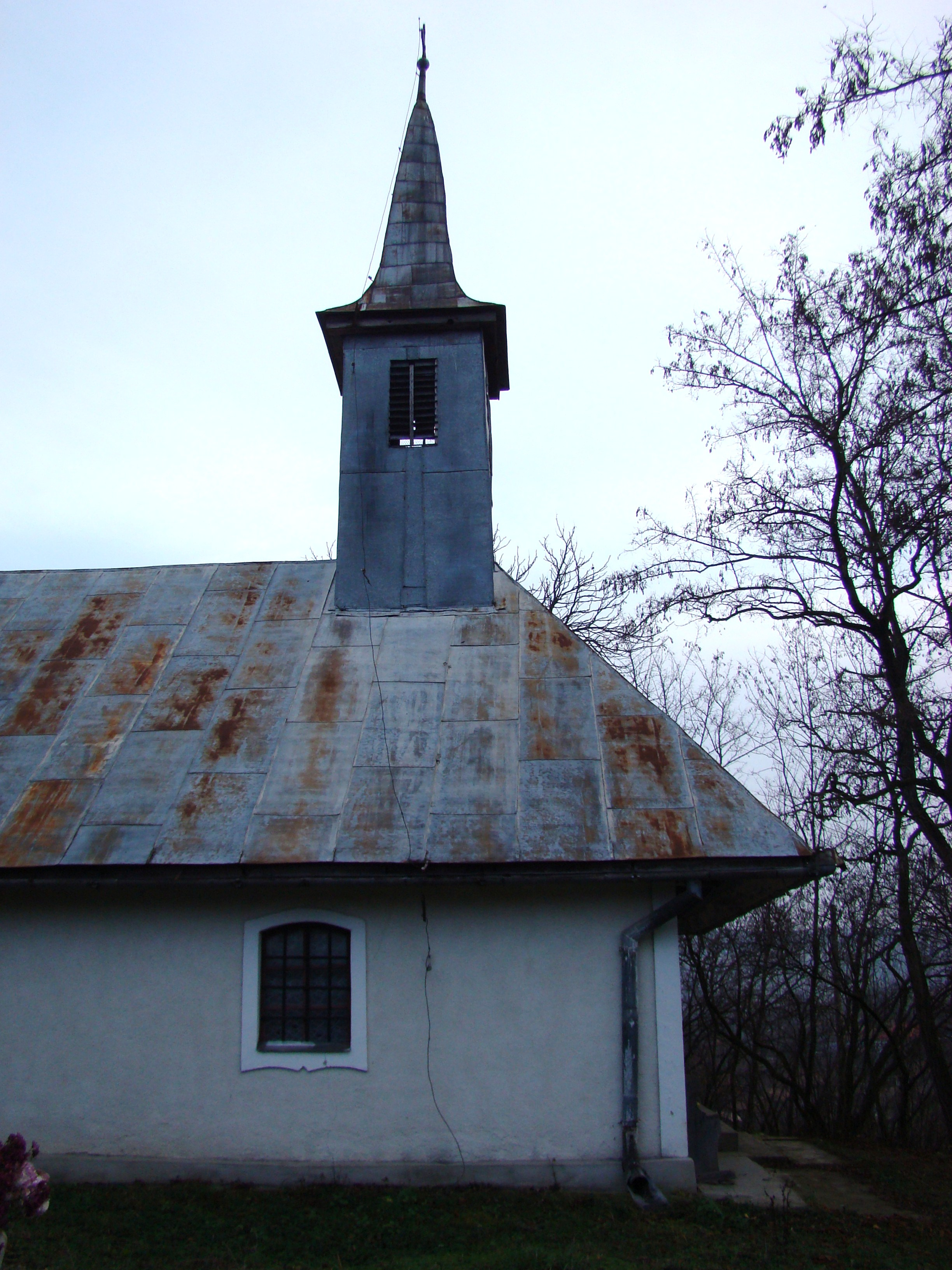
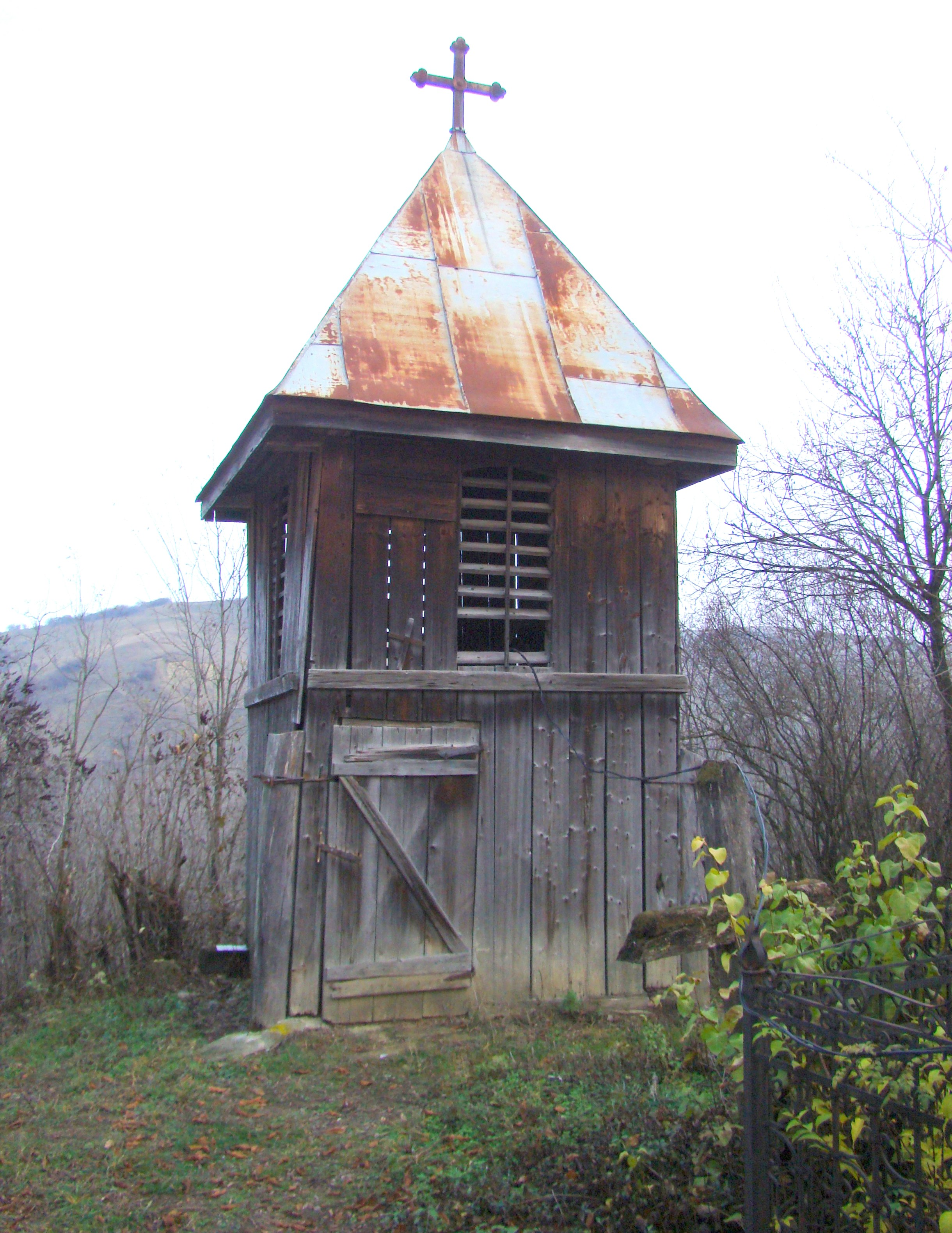
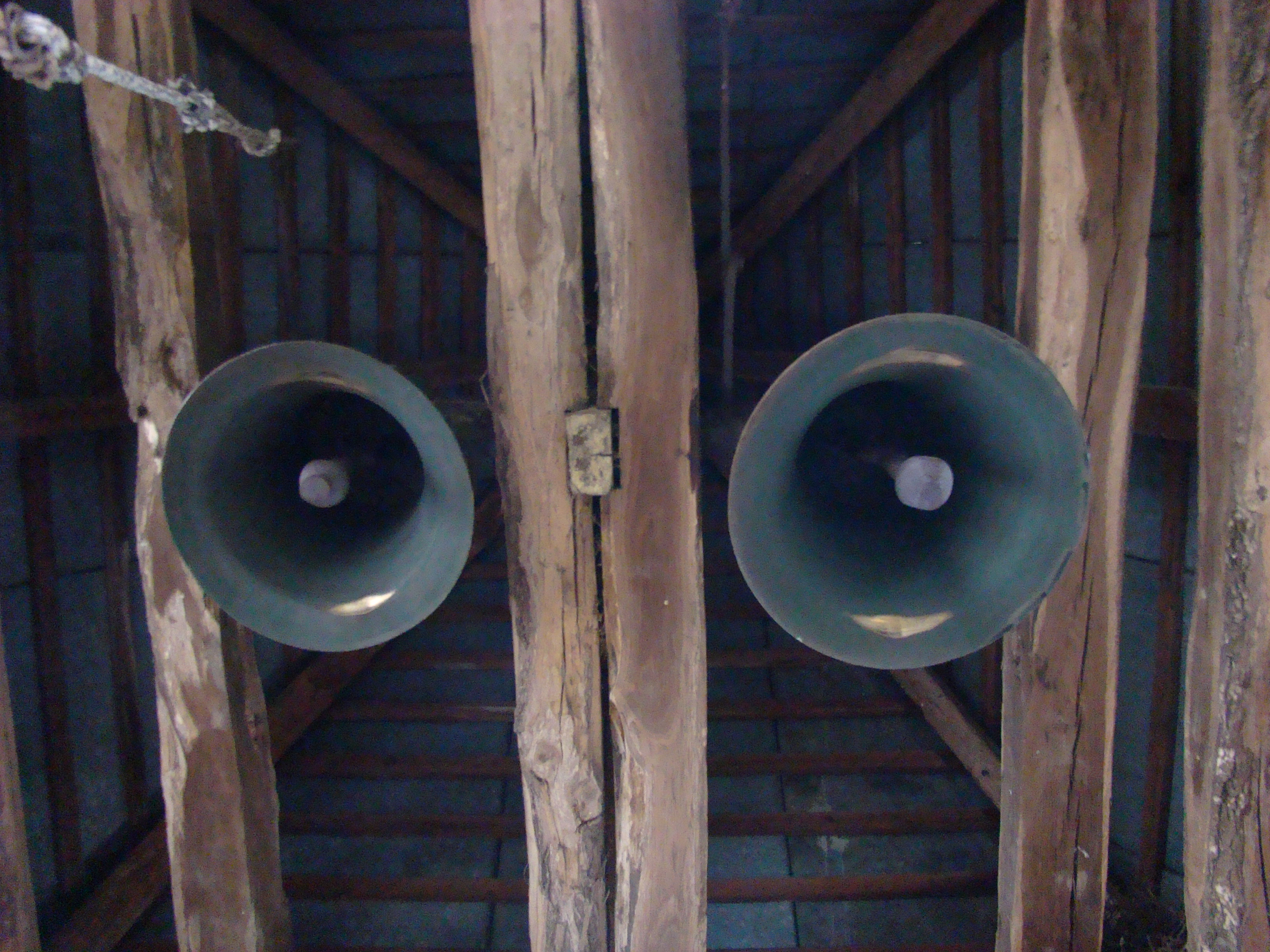
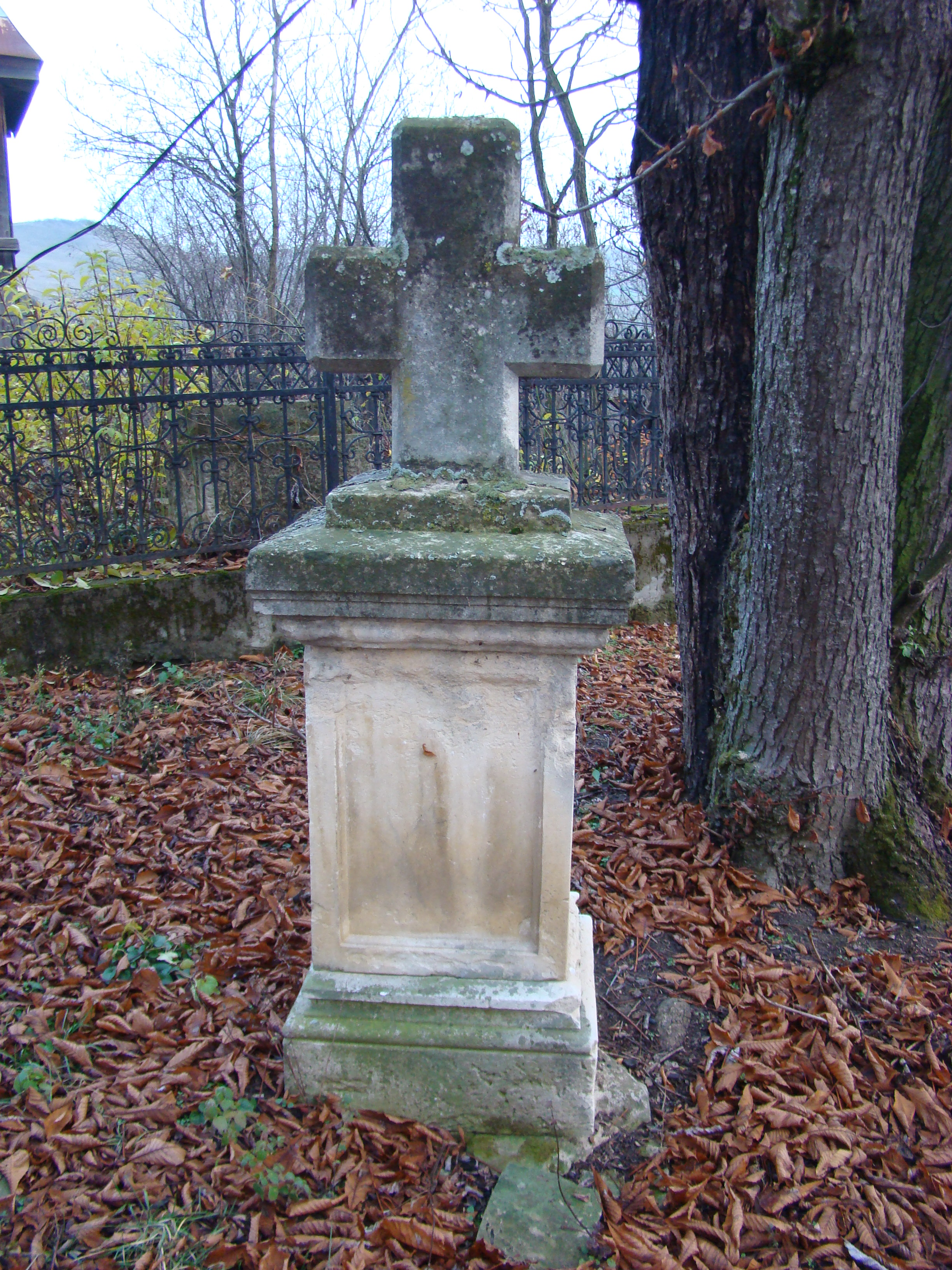
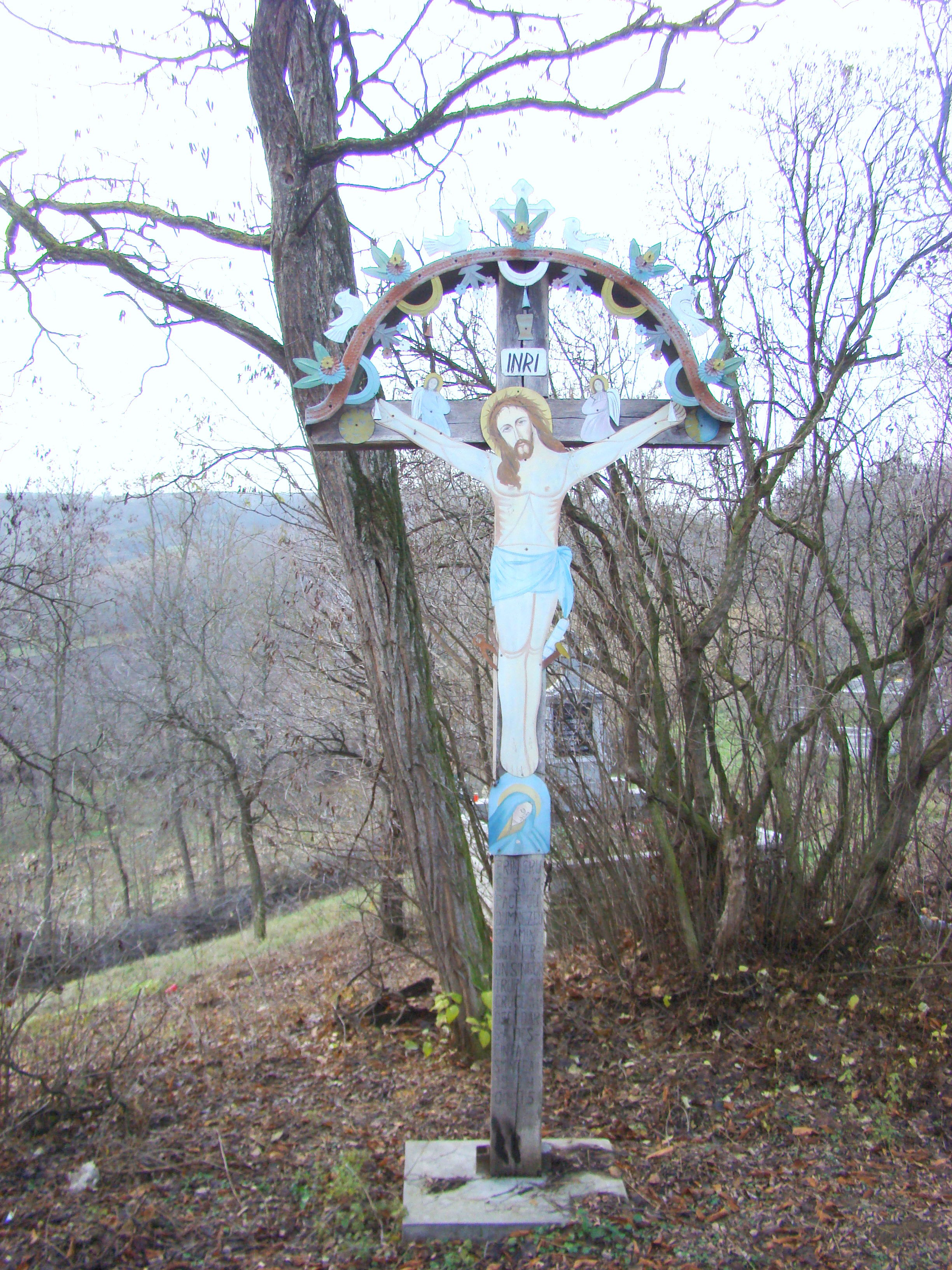
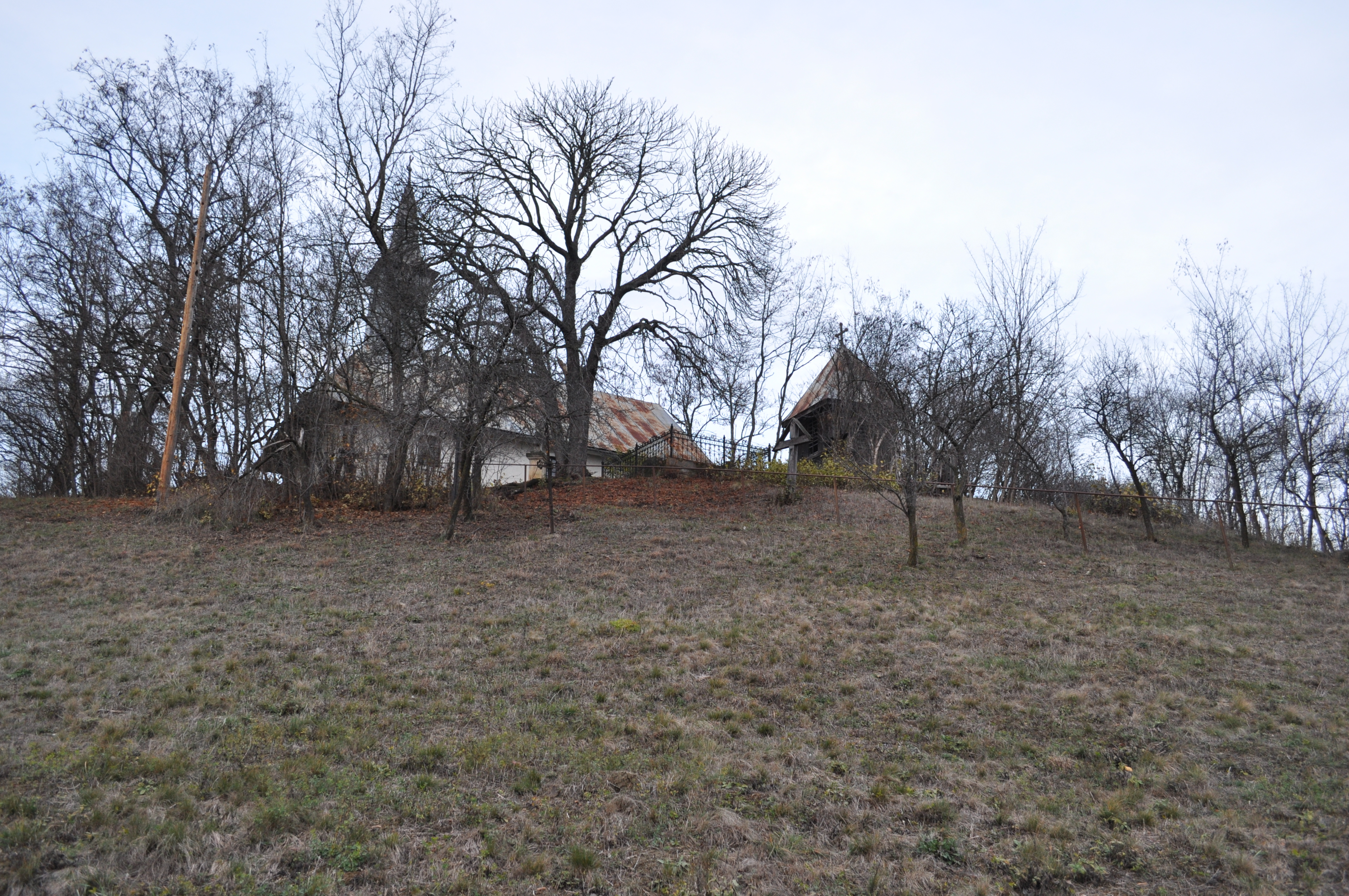
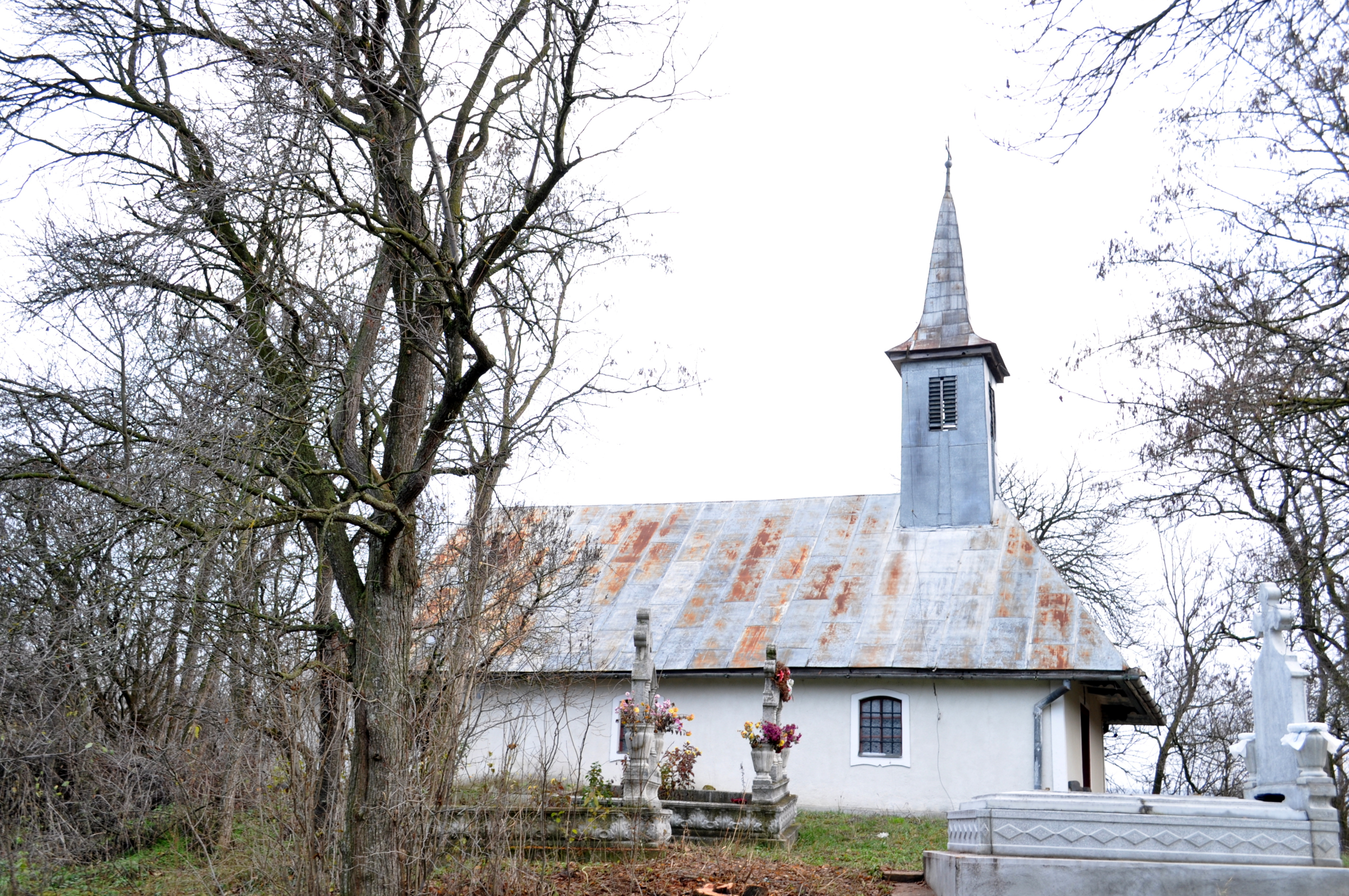
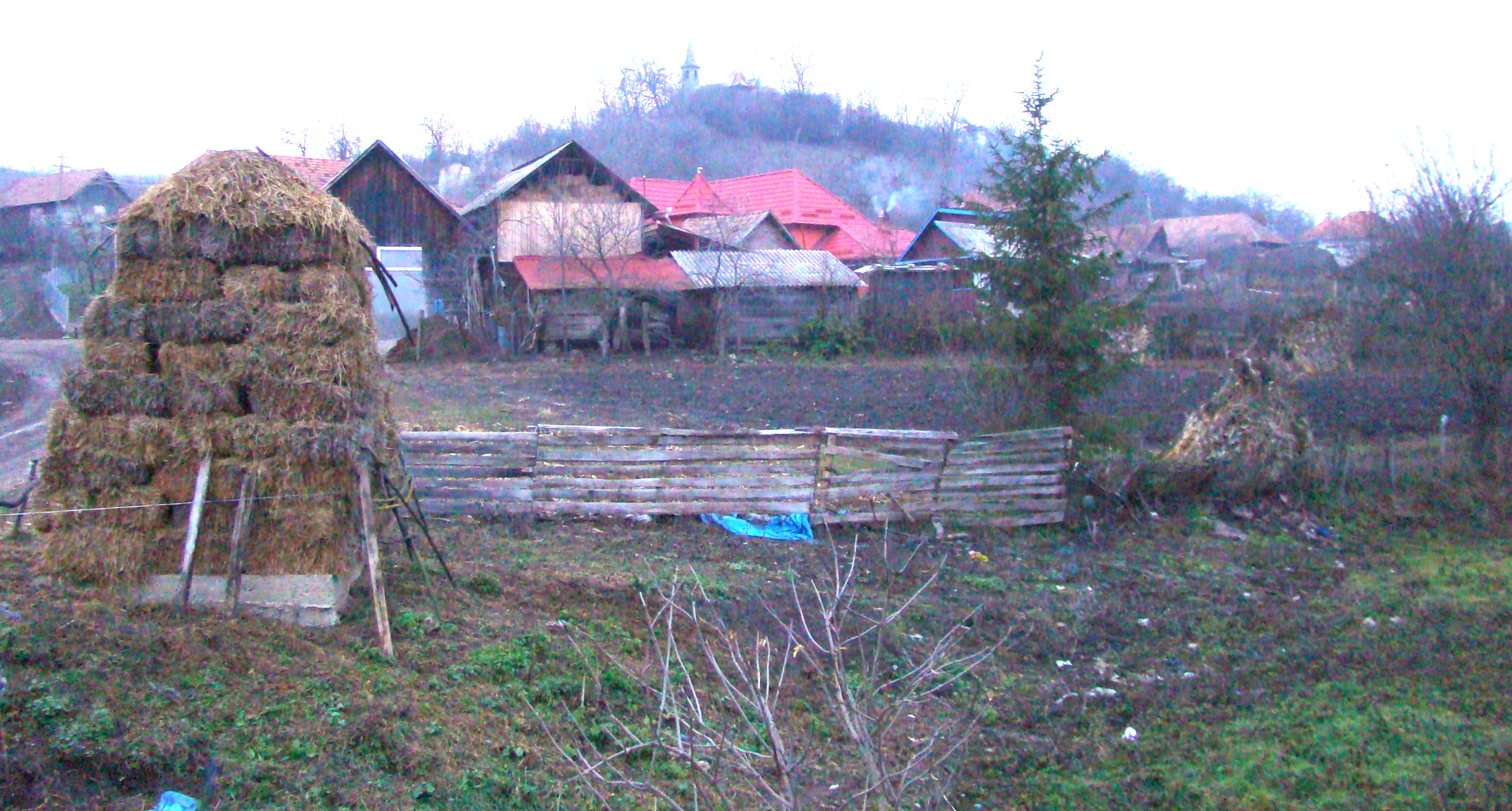

## Imagini din interior

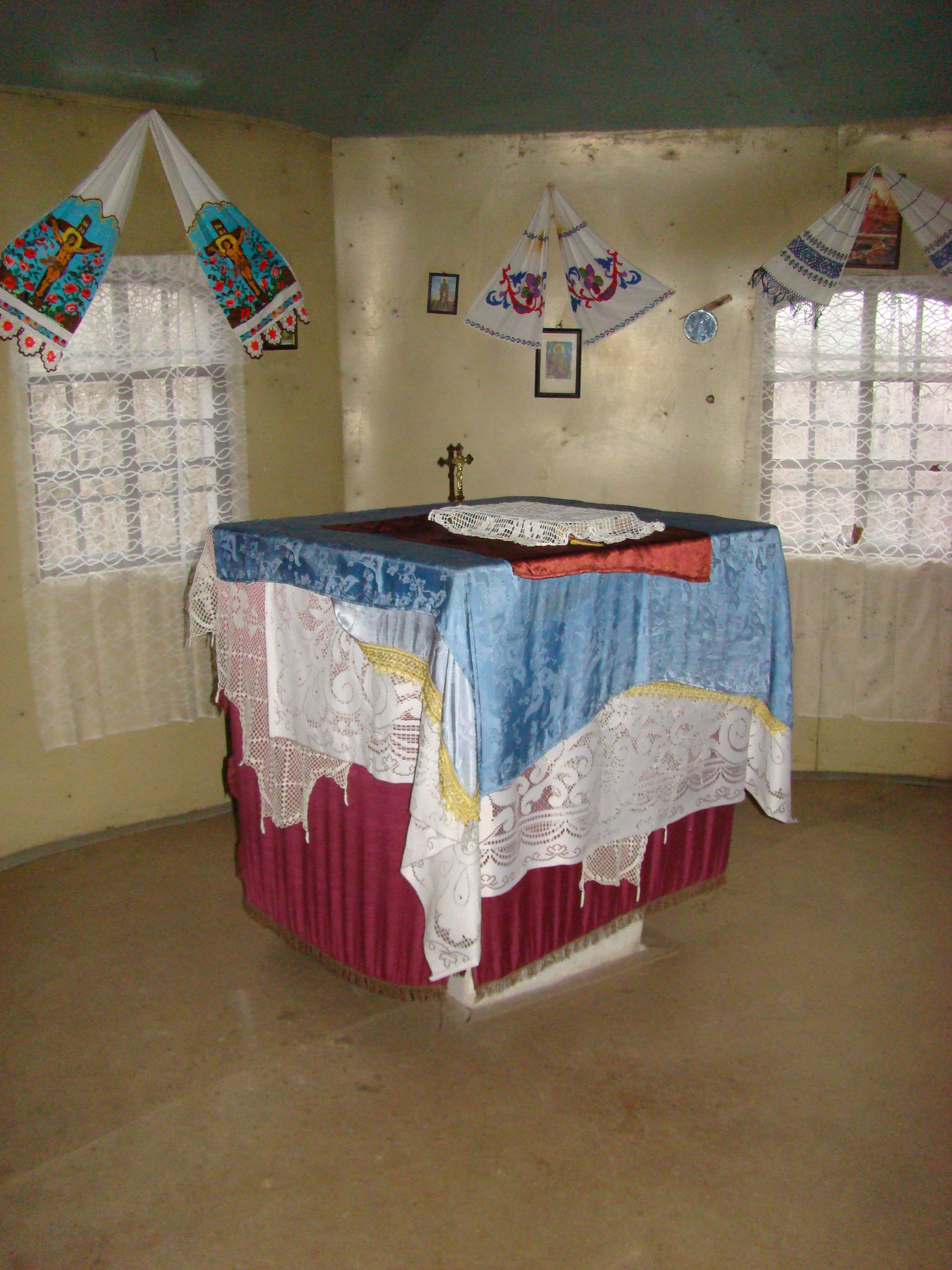
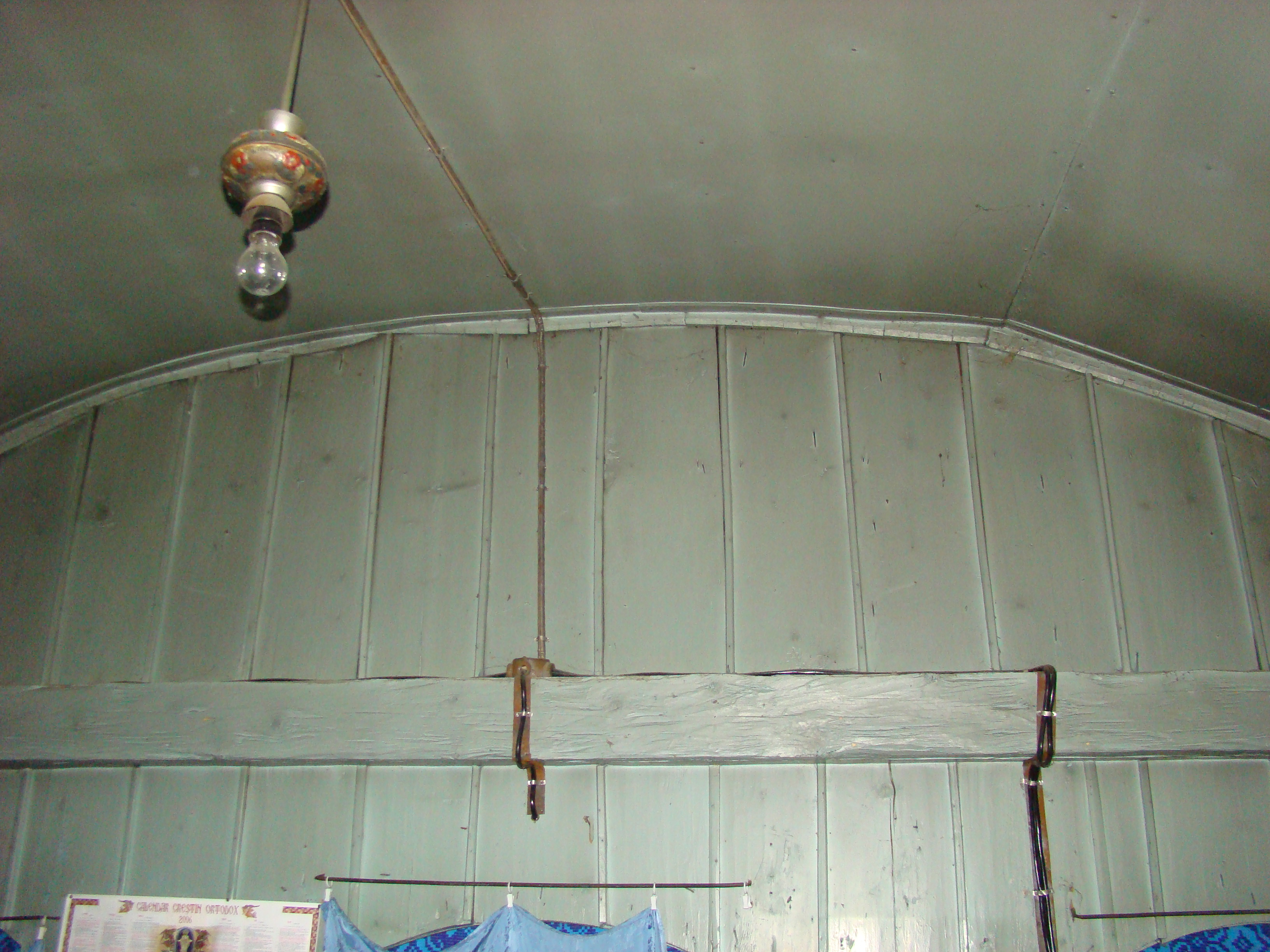
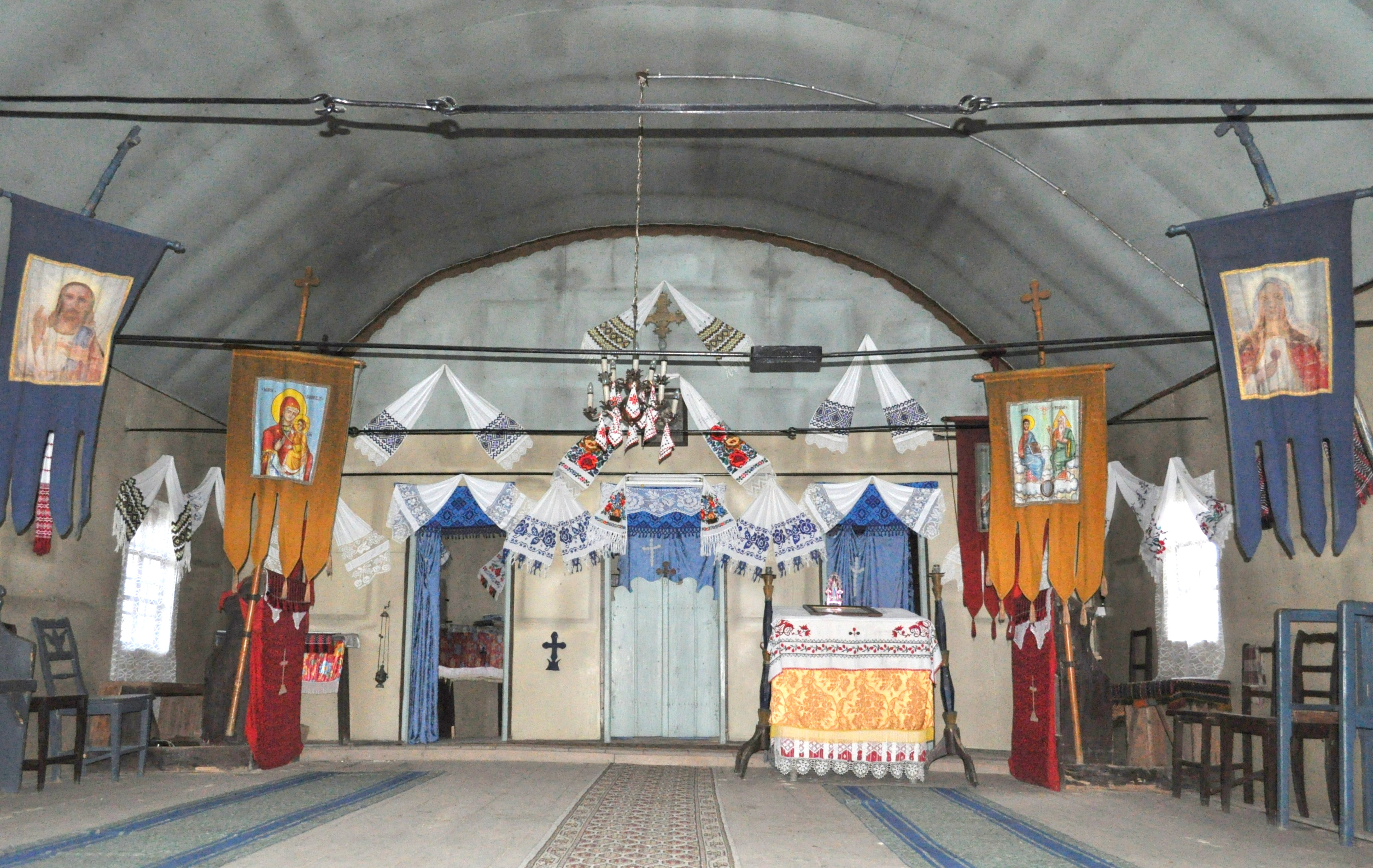
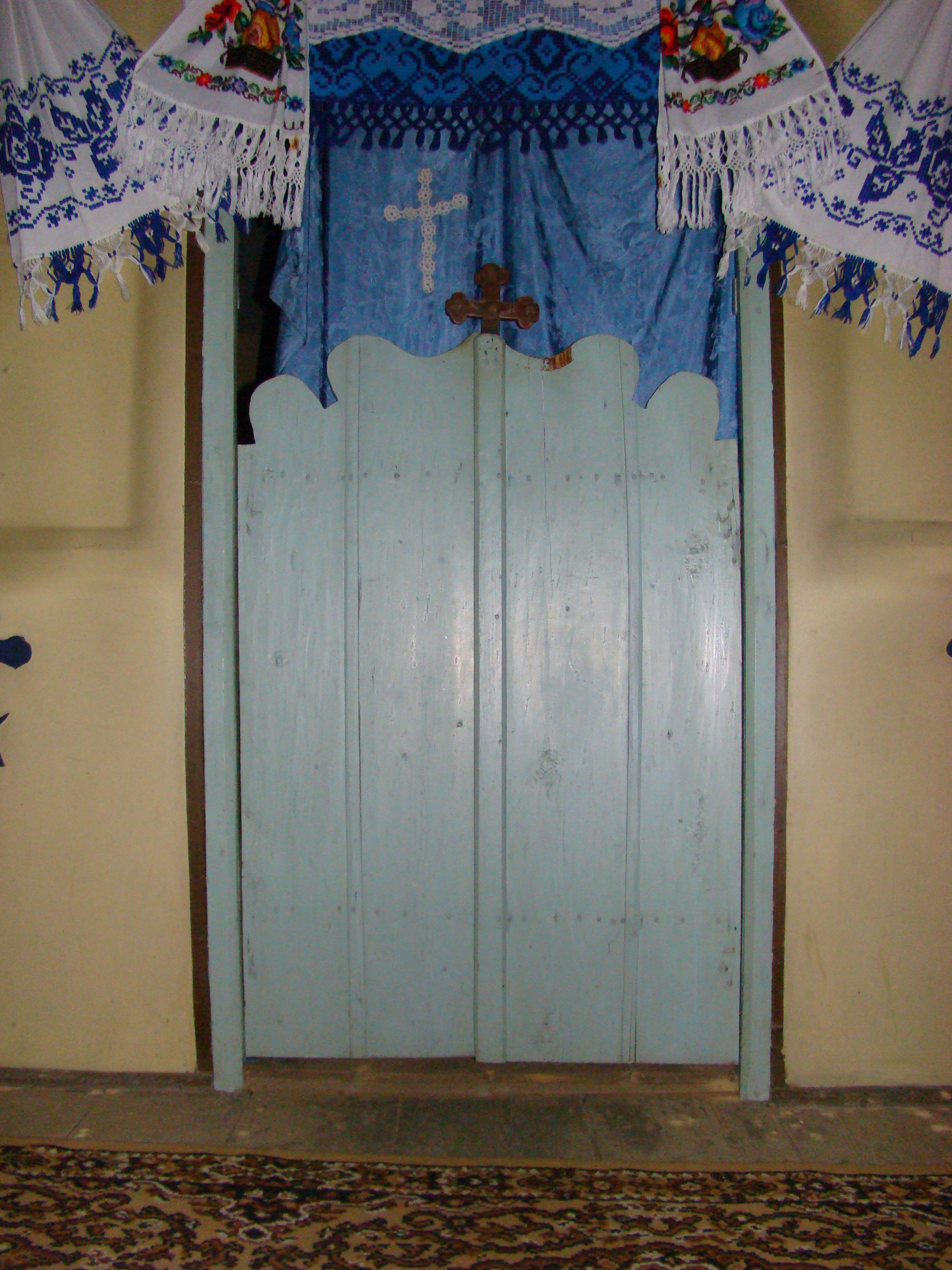
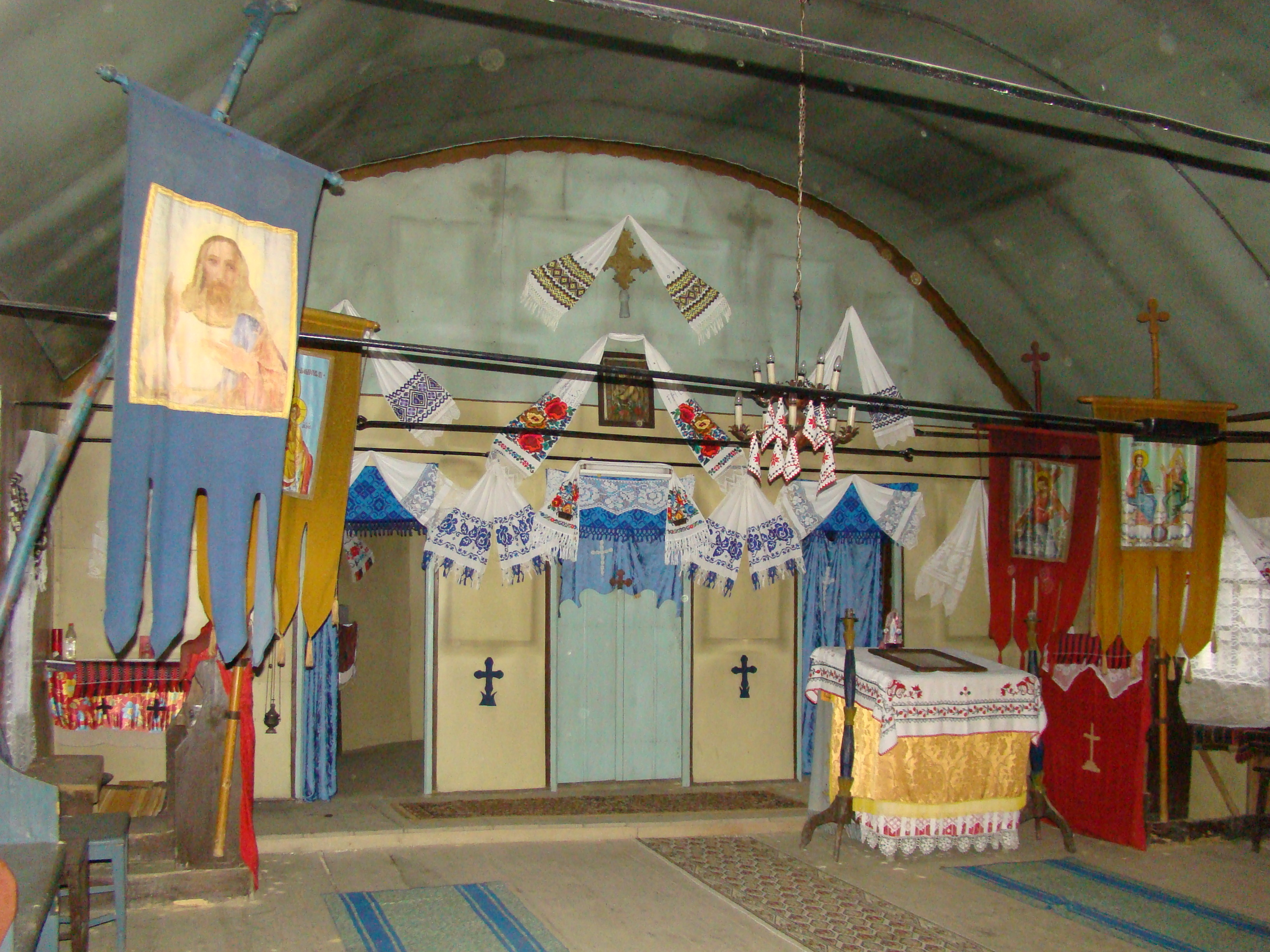
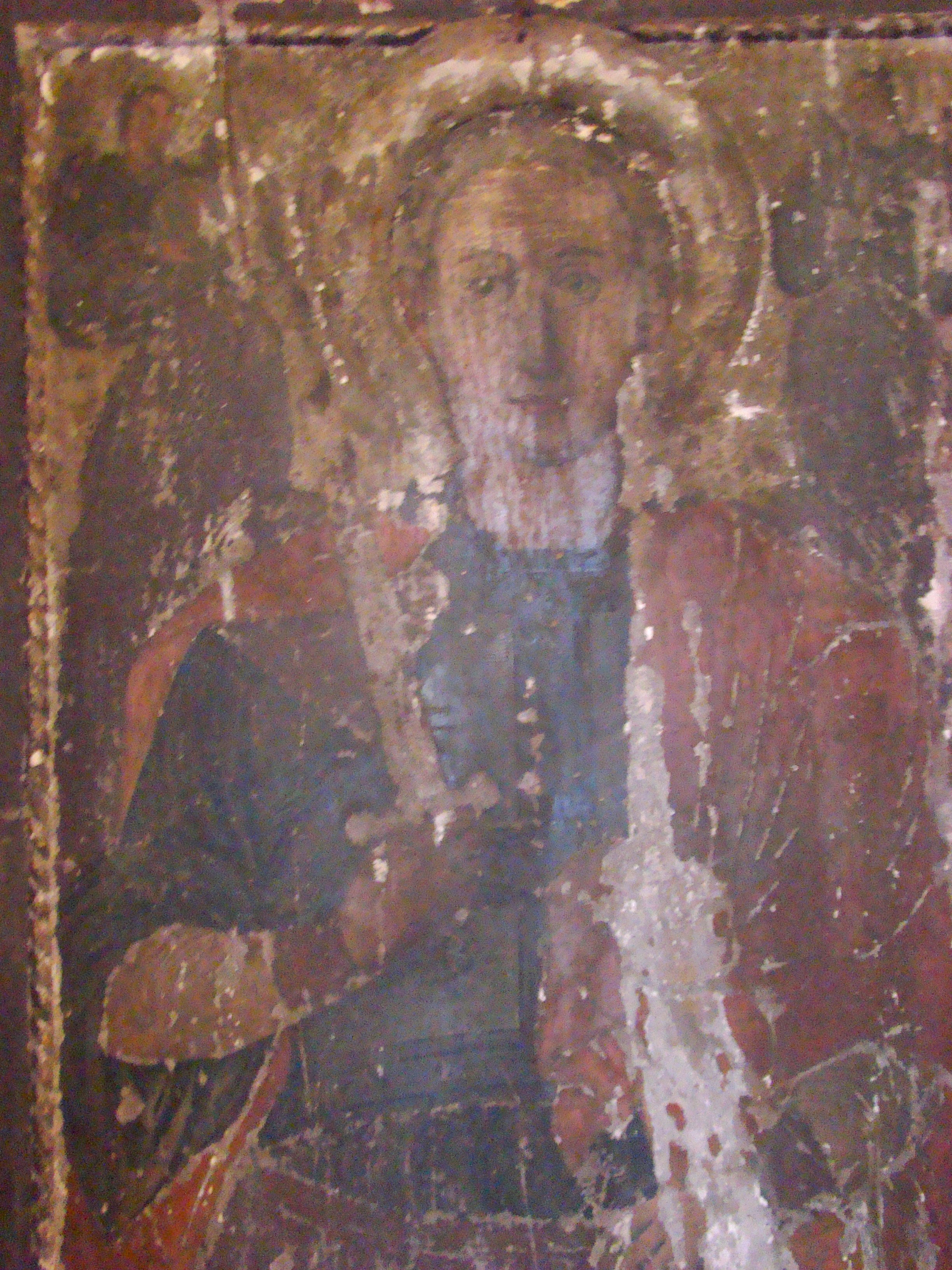
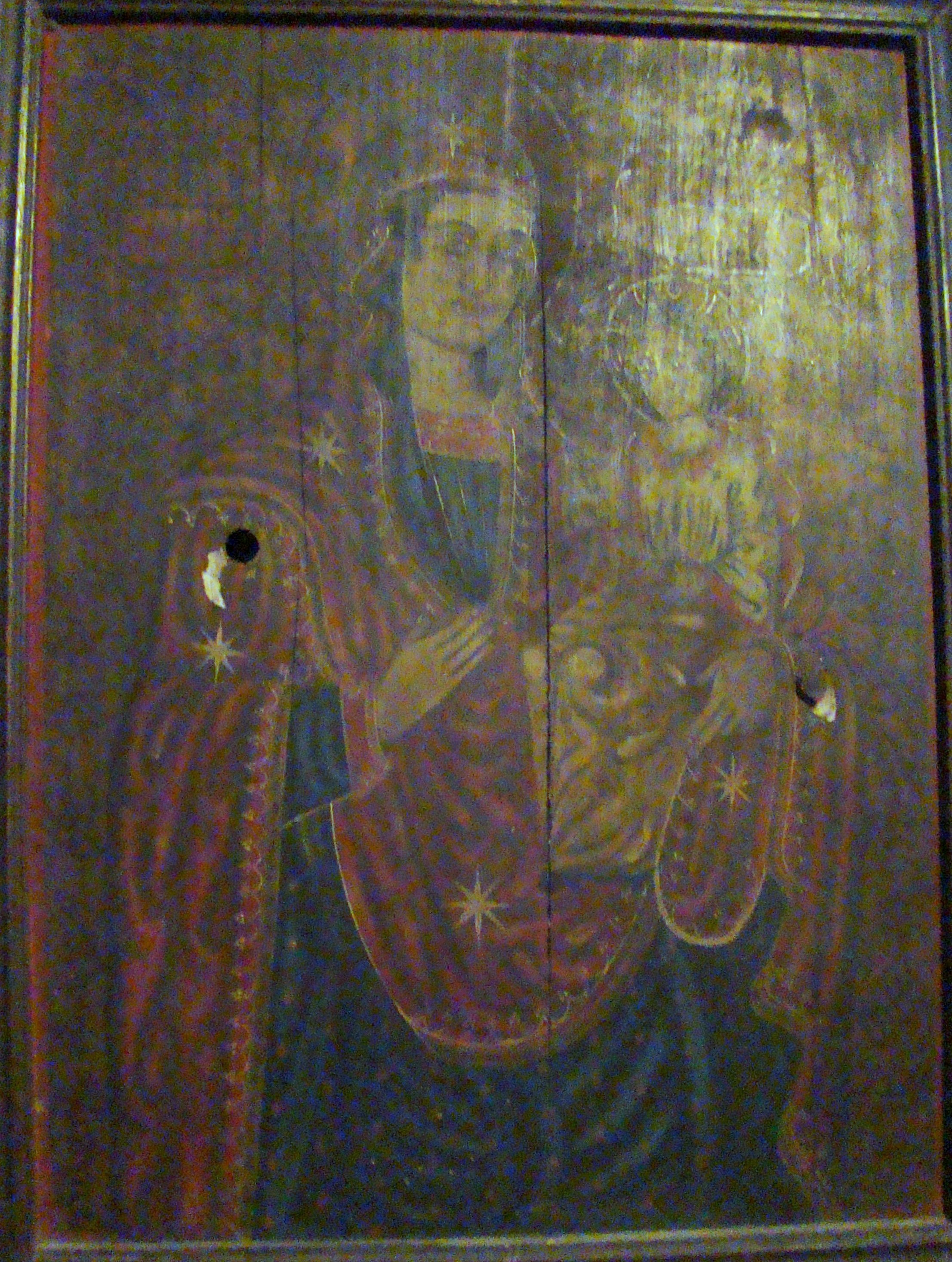
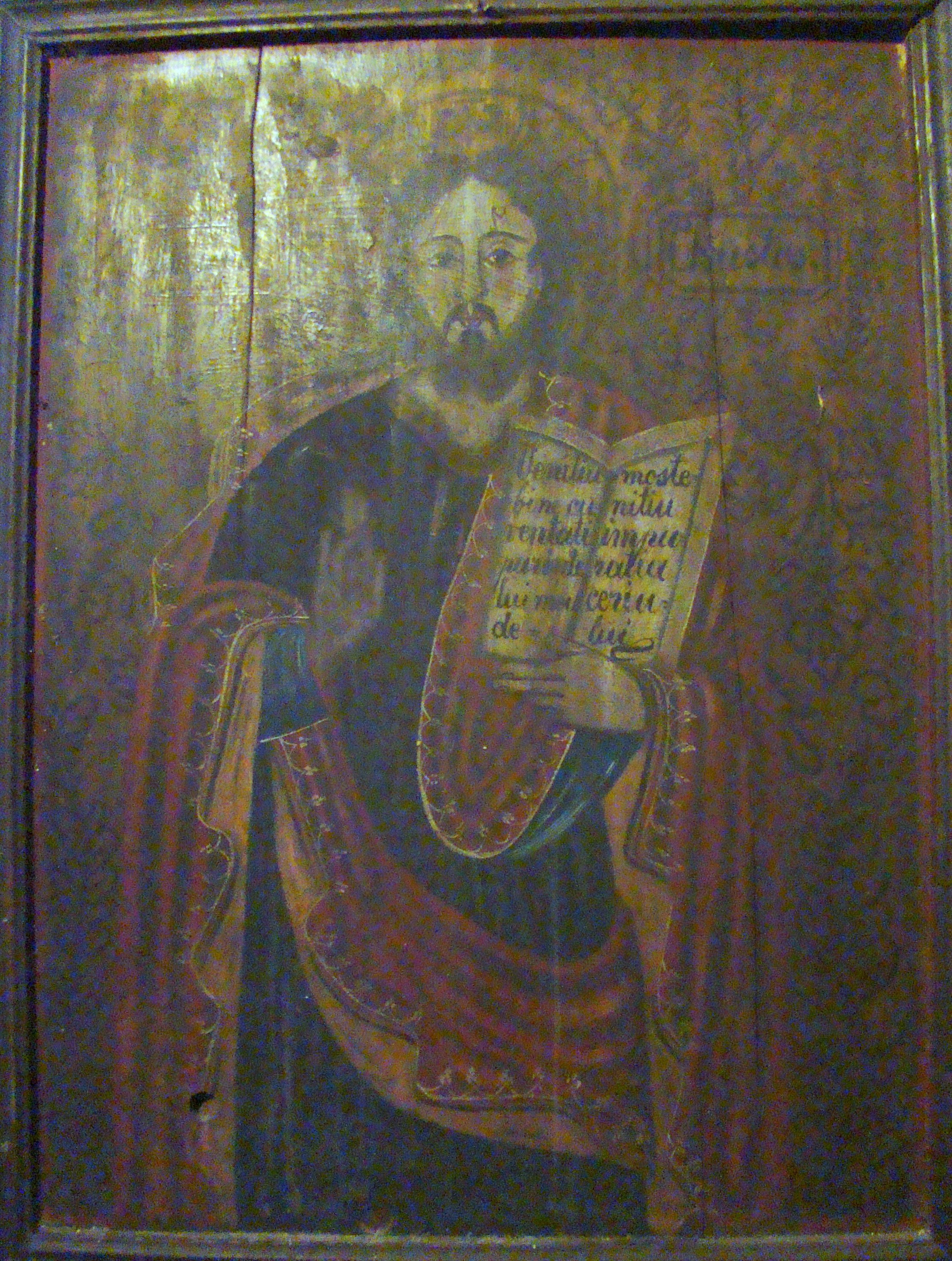
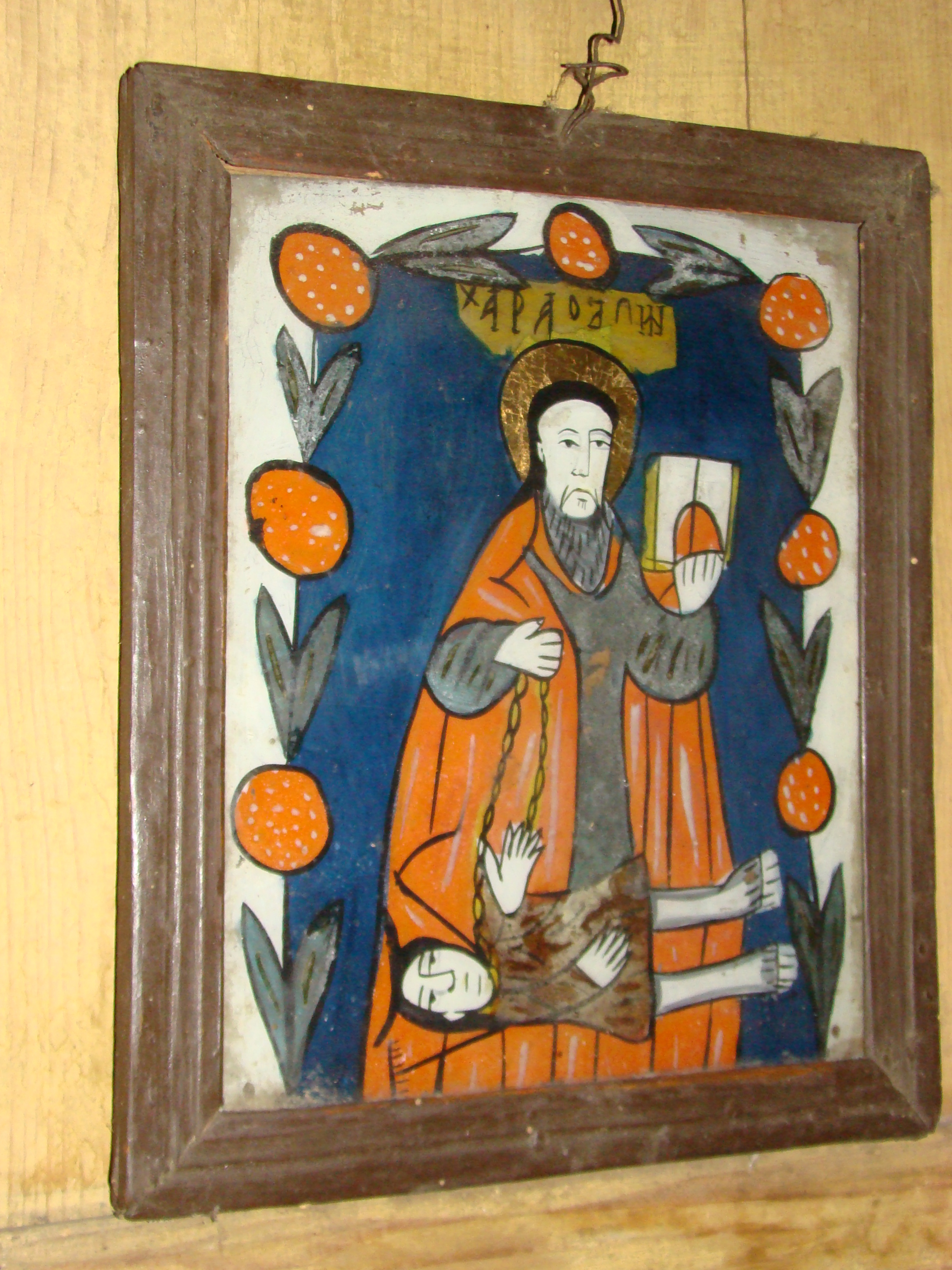
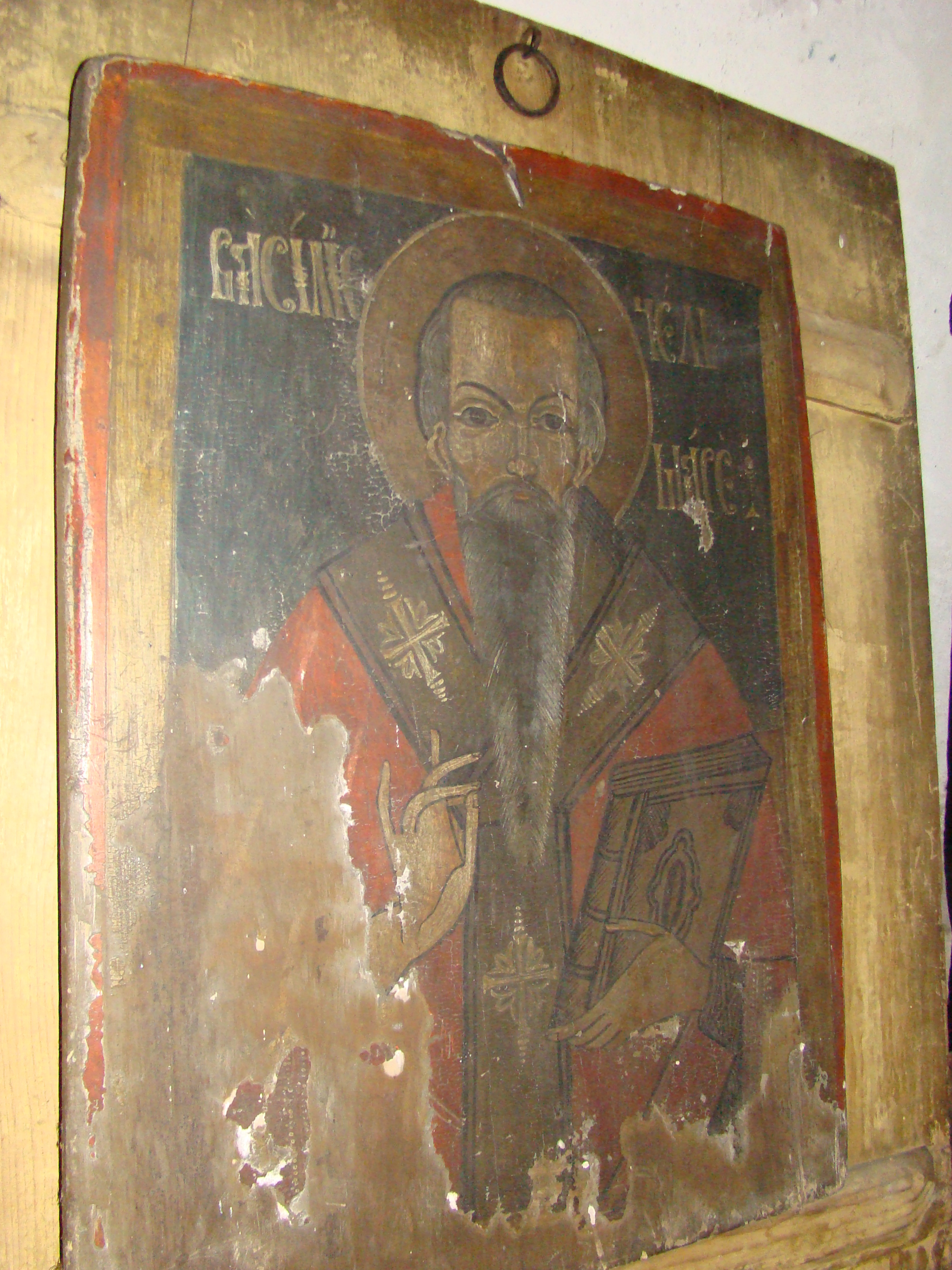
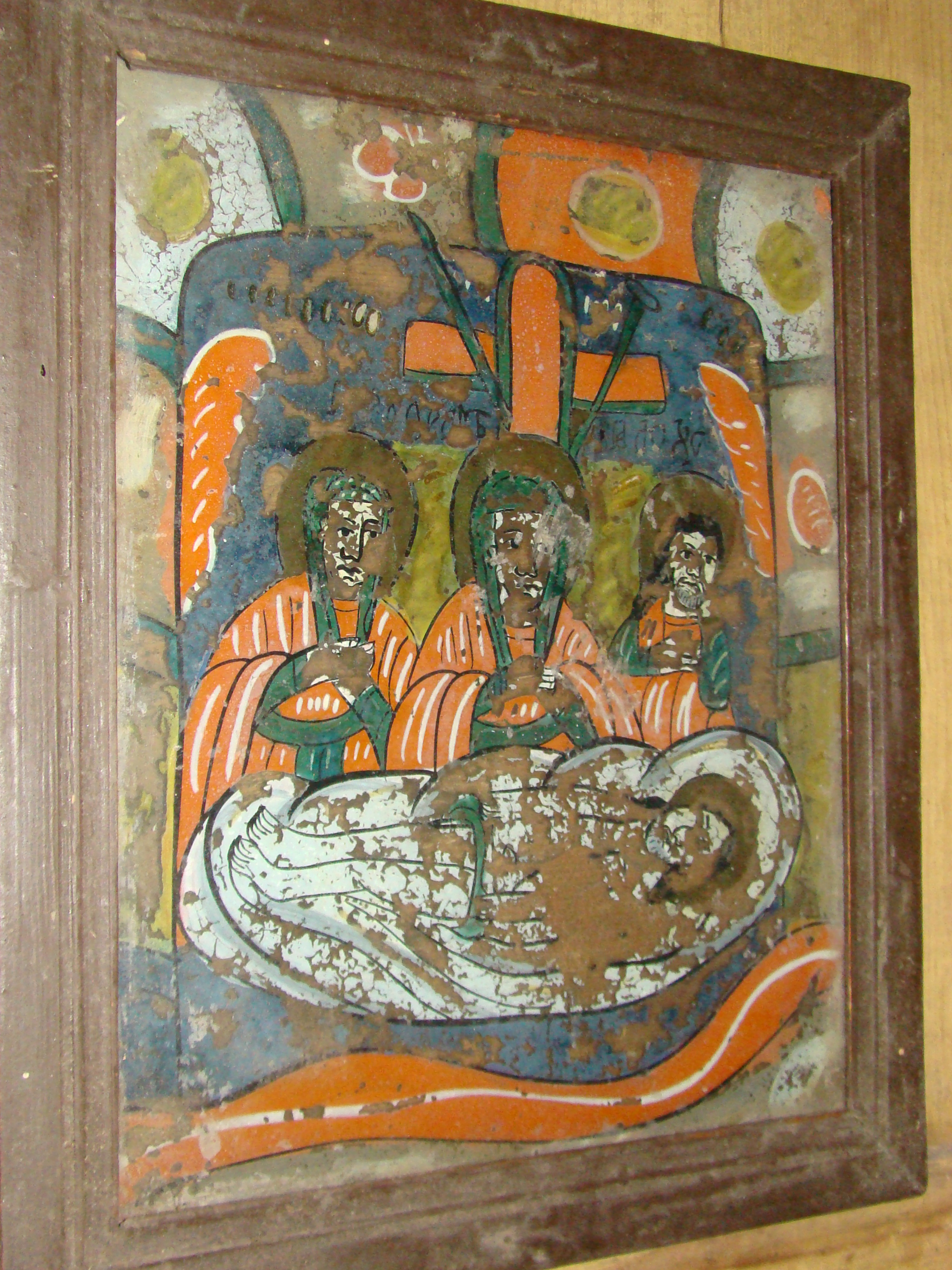
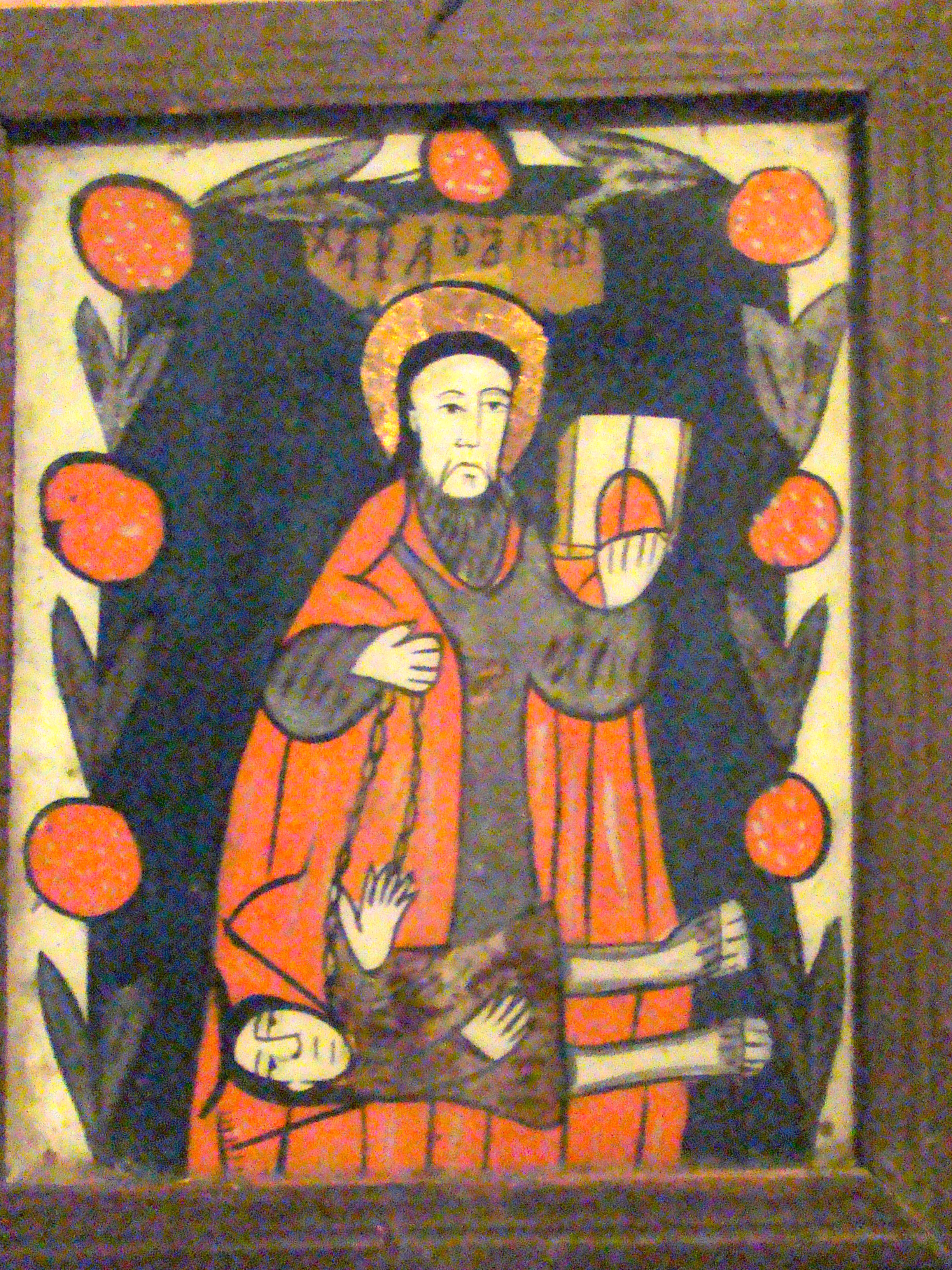